# Basilica di Santa Anastasia
La chiesa di San Pietro da Verona in Santa Anastasia, meglio conosciuta come basilica di Santa Anastasia, è un importante luogo di culto cattolico che sorge nel cuore del centro storico di Verona; essa si situa nell'area terminale del decumano massimo della città d'epoca romana, in prossimità del punto in cui l'ampio meandro del fiume Adige è tagliato dal ponte Pietra, dove gravitano quindi quelle che furono le due principali vie di comunicazione cittadina, stradale e fluviale. Si tratta della più grande, solenne e rappresentativa chiesa veronese, riflesso di un vivace momento della vita cittadina, in cui l'allargamento e il consolidamento delle istituzioni politiche ed economiche consentirono alla comunità, in sinergia con la signoria scaligera, il clero domenicano e la famiglia Castelbarco, di prodigarsi in un notevole sforzo finanziario atto a edificare questo importante tempio, simbolo della loro potenza.
La chiesa costituì per Verona l'episodio gotico di maggiore portata. Negli anni immediatamente successivi alla sua costruzione divenne un punto di riferimento su cui si sarebbero basati i progetti di diversi altri edifici chiesastici, in particolare grazie ad alcune innovazioni che Santa Anastasia apportava alla pianta, con lo sviluppo di un ampio transetto e l'articolazione della zona absidale in quattro cappelle ai lati del presbiterio ove è collocato l'altare maggiore, alla struttura muraria completamente in laterizio e alla nuova tipologia di campanile. La facciata, a parte un maestoso portale biforo in stile gotico attraverso il quale si accede nel vasto spazio interno diviso in tre navate da monumentali pilastri cilindrici, si presenta incompiuta. Ai lati delle due navate laterali si aprono alcune cappelle e numerosi altari, di cui il più celebre è l'altare Fregoso realizzato da Danese Cattaneo, elogiato anche da Giorgio Vasari. Inoltre si possono ammirare tele e affreschi di noti maestri della pittura veronese e non, quali Pisanello, Altichiero, Liberale da Verona, Stefano da Zevio, Nicolò Giolfino, Giovan Francesco Caroto, Felice Brusasorzi, Francesco Morone, Michele da Verona, Lorenzo Veneziano.
La genesi delle sue vicende edificatorie si può collocare al 1260, quando i frati domenicani che si trovavano fuori dalle mura cittadine ottennero dal vescovo di Verona Manfredo Roberti il terreno in cui realizzare la nuova chiesa e il nuovo convento. I lavori nella grande fabbrica iniziarono nel 1290 e il cantiere durò molto a lungo: si può dire che terminò solo negli anni quaranta del XV secolo, anche se le strutture fondamentali erano già pronte nel terzo decennio del secolo precedente. La basilica venne consacrata il 22 ottobre 1471 dal cardinale e vescovo di Verona Giovanni Michiel, ma opere minori proseguirono per oltre due secoli non arrivando mai a completare il prospetto principale. Soppresso nel 1807 l'ordine domenicano, il tempio fu affidato al clero secolare, mentre l'adiacente convento, oramai abbandonato, divenne più tardi sede del liceo ginnasio statale Scipione Maffei.
La basilica è sede di una parrocchia inserita nel vicariato di Verona Centro.

## Origini del nome
La basilica di Santa Anastasia prende il nome da una chiesa ariana preesistente, di epoca gotica, dedicata da Teodorico ad Anastasia di Sirmio. La chiesa successivamente inglobò un altro edificio ecclesiastico dedicato a san Remigio di Reims, di epoca franca.
In realtà la basilica attuale è intitolata al compatrono di Verona san Pietro, martire domenicano assassinato il 4 aprile 1252 non lontano da Monza. I veronesi l'hanno sempre chiamata col nome precedente e così è unanimemente conosciuta anche al di fuori dei confini cittadini, in ragione della preesistente chiesa.

## Storia

### Origini

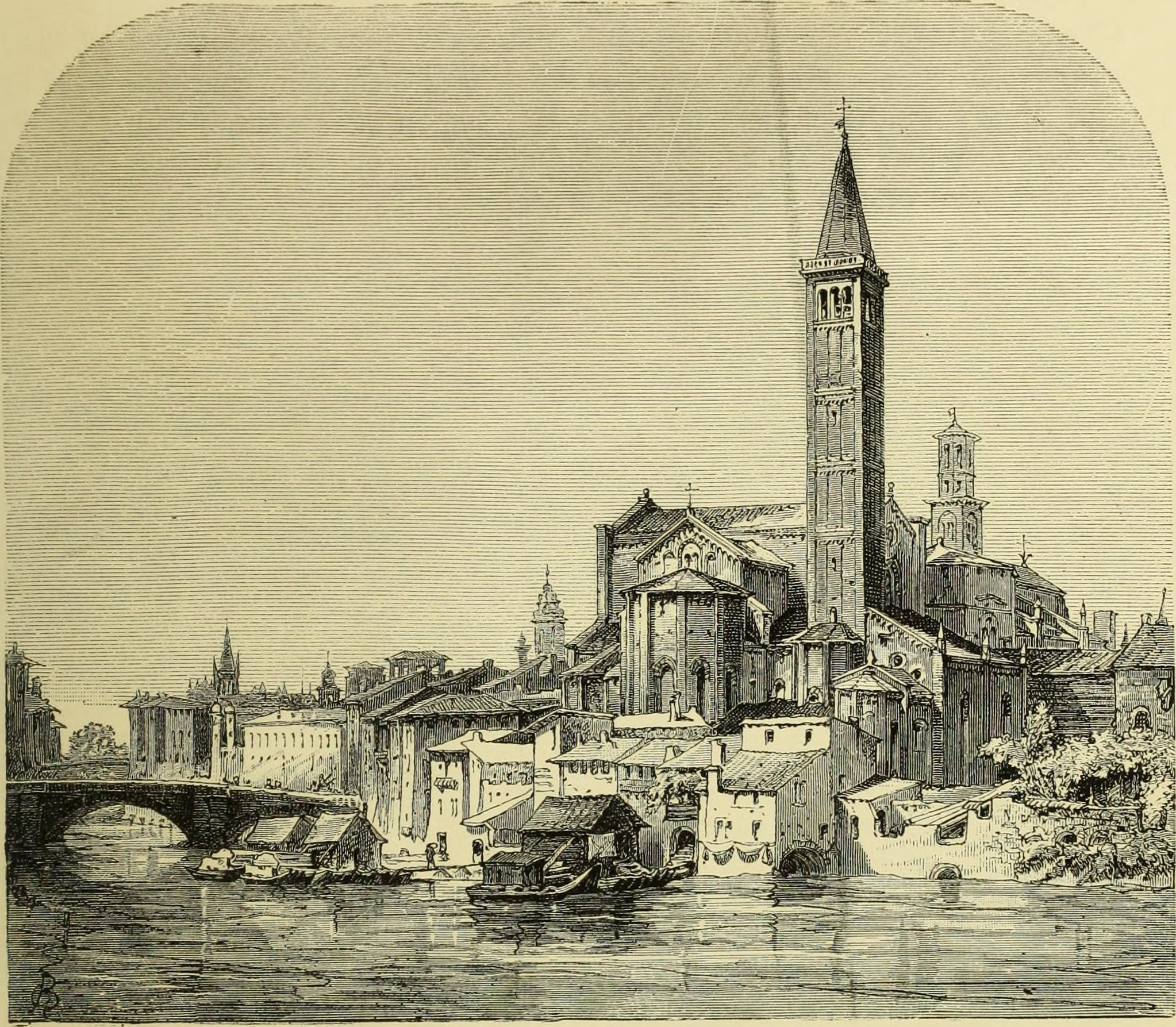
Veduta da nord in una stampa del 1877

Si ritiene che nel luogo in cui sorge l'attuale edificio religioso in epoca longobarda fosse già presente una chiesa cristiana, edificata secondo la tradizione per volere del re ostrogoto Teodorico, dedicata a santa Anastasia, martire delle persecuzione dei cristiani sotto Diocleziano, il cui culto si era diffuso partendo da Costantinopoli per giungere a Verona intorno all'VIII secolo. Il luogo prescelto si affacciava sull'antico decumano massimo della Verona romana, prolungamento cittadino della via Postumia. Successivamente sembra che la chiesetta abbia inglobato un altro edificio ecclesiastico dedicato a san Remigio di epoca franca. La più antica notizia riguardante questa prima edificazione è contenuta in un diploma datato 2 ottobre 890, emesso dal re d'Italia Berengario I, in cui si fa riferimento «ad ecclesiam Sanctae Anastasiae» a proposito della città di Verona. Dopo questa testimonianza non vi sono ulteriori documenti per un lungo periodo di tempo e una seconda menzione si trova solamente in un atto del 12 maggio 1082 relativo a una donazione in favore di Anastasio, «archipresbyter, custos et rector» della chiesa di Santa Anastasia, di una corte, torchio e terra vitata in Illasi, presso la chiesa di Santa Giustina. Un successivo decreto del 1087 elencava i numerosi possedimenti che la chiesa poteva vantare nel territorio veronese.
Le fonti dimostrano che la collegiata di religiosi che nel XII secolo qui officiavano era assai numerosa e importante, tanto che vi sono diversi documenti che parlano dei sacerdoti alla loro guida. Ad esempio, un contratto informa che un certo Bonseniore ricopriva la carica di arciprete nel marzo del 1114, mentre pochi decenni più tardi papa Alessandro III emanava un decretale a Teobaldo e ai chierici di Santa Anastasia in Verona. Un testamento redatto il 27 giugno 1226 in cui un tale Ricerio, mugnaio, lasciava dieci soldi per le opere «ad porticalia Sancte Anastasie», lascia intendere che in quel tempo l'edificio fu sottoposto a ristrutturazione. Nulla di relativo all'architettura di questo primo edificio trapela da queste antiche fonti, se non che era dotato di coro, che esternamente vi era una canonica e che era stato edificato un portico. Alcuni storici suppongono che una porzione di muro della cappella del Crocifisso sia un vestigio dell'antico edificio, ma tale affermazione rimane tutt'oggi controversa.

### Arrivo dei domenicani e inizio della fabbrica

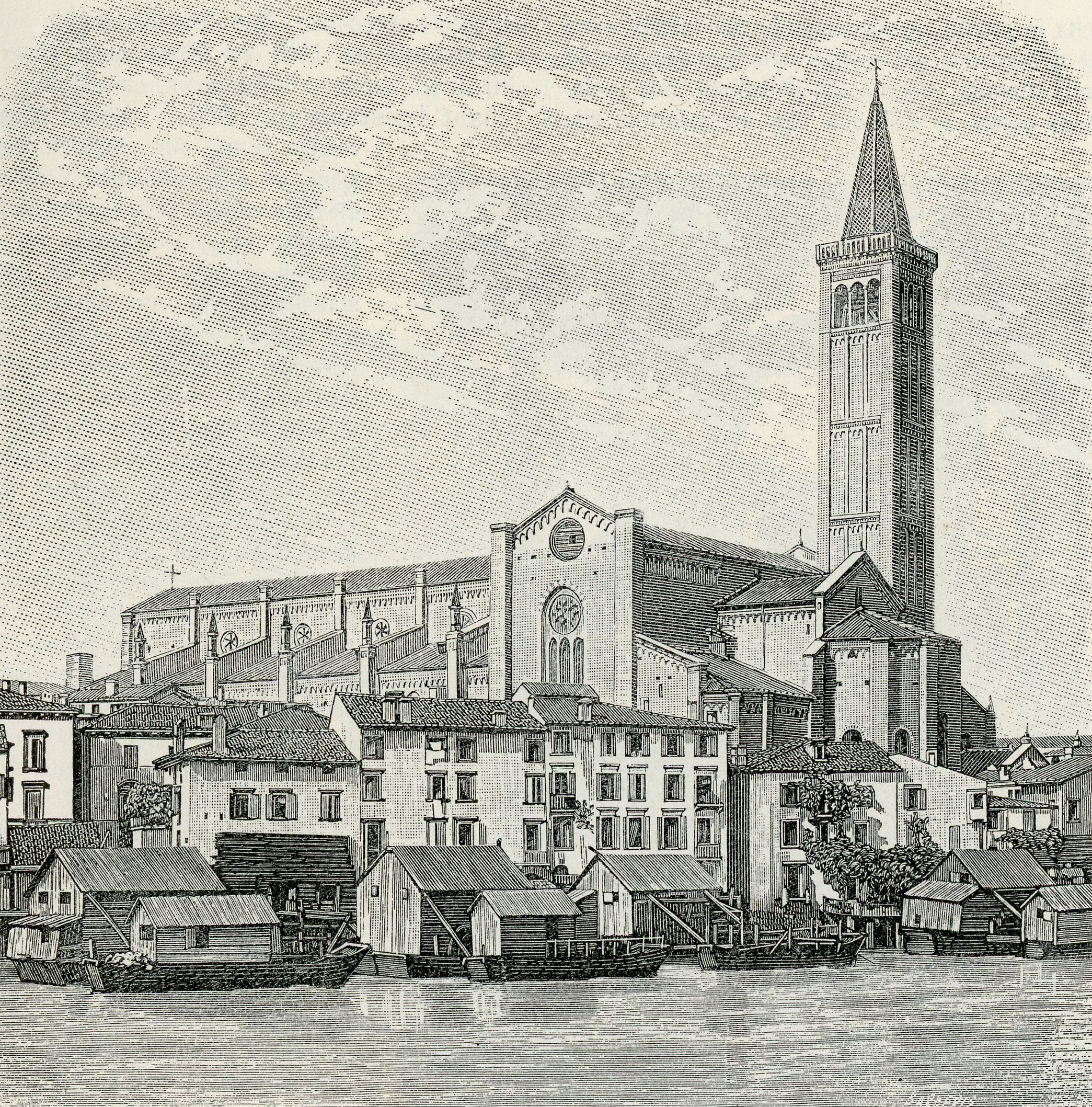
Veduta da est in una xilografia del 1903

L'arrivo dei frati domenicani a Verona è collocabile tra il 1220 e il 1221, quando officiavano presso la chiesa di Maria Mater Domini, edificio demolito nel 1517 che si trovava nei pressi della rondella della Baccola, poco fuori porta San Giorgio. La congregazione veronese, che godeva di un'ottima situazione economica frutto di donazioni, aveva edificato un convento così grande da ospitare nel 1244 il capitolo generale dell'ordine. La loro importanza fu tale che nel 1260 il vescovo di Verona Manfredo Roberti decise che avrebbero dovuto insediarsi in città per edificarvi il proprio convento e la propria chiesa da dedicare al confratello san Pietro da Verona, martirizzato nel 1252 e canonizzato da papa Innocenzo IV. Per lo scopo, un terzo delle millecinquecento lire veronesi ricavate dalla vendita di Maria Mater Domini alle monache di San Cassiano venne impiegato per acquistare i terreni intorno all'antica Santa Anastasia e finanziare i primi lavori di edificazione.
Nonostante un documento del 20 marzo 1280, in cui si legge «in domo ecclesie sancte Anasasie», mostri che i domenicani erano già impegnati nel nuovo progetto, passarono comunque circa trent'anni dall'abbandono di Maria Mater Domini perché il cantiere vero e proprio potesse avere inizio. Tuttavia è probabile che, anche se la fabbrica della basilica non era ancora partita, nel frattempo fossero invece iniziati i cantieri di edificazione del monastero, che nel corso degli anni ottanta assunse un carattere sostanzialmente definitivo, modificato solo da alcune trasformazioni occorse tra il XIV secolo e la prima metà del XV secolo. Il complesso si dotò così di quattro chiostri, di cui il maggiore veniva chiamato anche "chiostro dei morti" per la peculiare destinazione d'uso, e di diversi ambienti di servizio, tra i quali i dormitori, il refettorio, lo studium con relativa biblioteca e il capitolo principale.
Nel 1290 si colloca l'inizio del grande cantiere per la nuova e odierna basilica, in un periodo che coincise con l'abbandono generalizzato della tradizionale architettura romanica in favore di quella gotica; fu proprio questo lo stile con cui venne progettato l'edificio. Con un diploma del vescovo Pietro I della Scala datato 2 aprile 1292, i domenicani ricevettero in dono un terreno affinché fosse possibile allargare la strada di accesso alla chiesa e liberarne la vista. Nei primi anni i lavori nella fabbrica proseguirono alacremente, sostenuti da numerose donazioni e da lasciti testamentari, in particolare di quelli degli appartenenti alla famiglia dei Della Scala, come Alberto I, che lasciò mille lire veronesi, Cangrande II e Cansignorio. A ricordo di queste elargizioni, l'arma degli scaligeri venne dipinta ai due lati dell'arco trionfale ogivale che dà accesso all'abside che ospita l'altare maggiore.

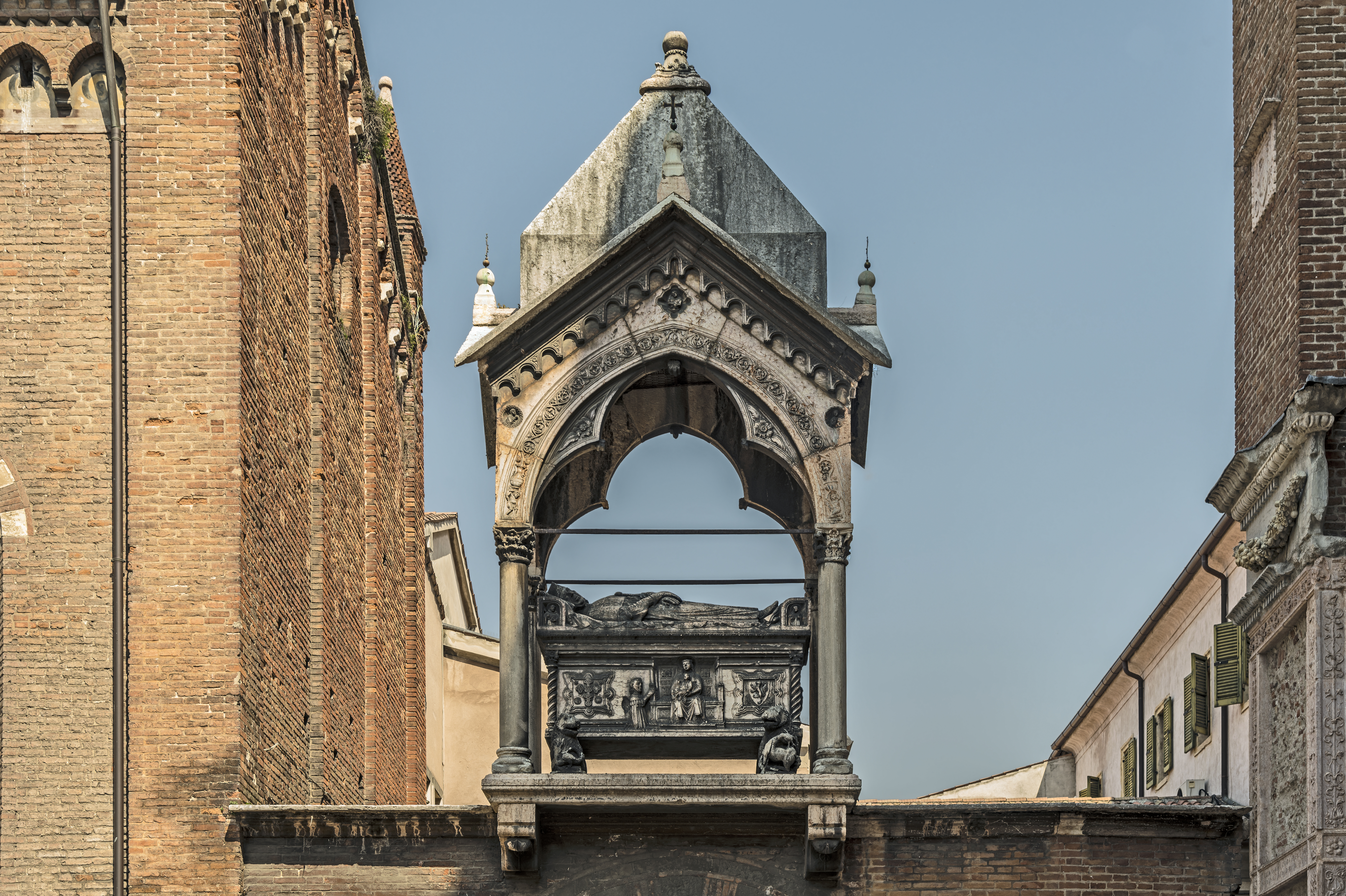
Arca di Guglielmo da Castelbarco, importante mecenate della fabbrica

Un fervido mecenate dell'impresa edificatoria è da molti ritenuto Guglielmo da Castelbarco, amico di Cangrande I, tanto che nel suo testamento dettato a Lizzana il 13 agosto 1319 ordinò di deporre qui le sue spoglie, disponendo inoltre che venissero spese per la realizzazione mille lire veronesi. Alla sinistra dell'attuale chiesa, sopra il portico che un tempo conduceva nel monastero, è ancora presente il suo sarcofago, probabile opera del lapicida Rigino di Enrico. L'analisi dei materiali dell'edificio fa supporre che alla morte di Castelbarco, avvenuta nel 1320, fossero state ultimate le absidi, l'altare maggiore, il transetto, i muri perimetrali almeno fino a metà altezza di quella definitiva, e la parte inferiore della facciata.
Nulla di preciso si conosce circa l'identità dell'architetto che ideò la costruzione. Alcuni studiosi hanno proposto lo stesso Castelbarco come colui che concepì la struttura dell'opera, però studi più accurati e comparativi con altri edifici hanno rilevato dei parallelismi con la chiesa di San Lorenzo di Vicenza e con la chiesa di San Nicolò di Treviso che hanno fatto supporre lo stesso autore. Scartando quella che lo identifica proprio in Guglielmo da Castelbarco, esistono diverse ipotesi sul nome dell'architetto: la più accreditata, sostenuta anche da Carlo Cipolla, è quella che attribuisce il progetto a due monaci dell'ordine domenicano, fra Benvenuto da Bologna e fra Nicola da Imola, autori di altri edifici che presentano molti elementi in comune con l'impianto di Santa Anastasia; tuttavia non si riscontrano documenti in merito.

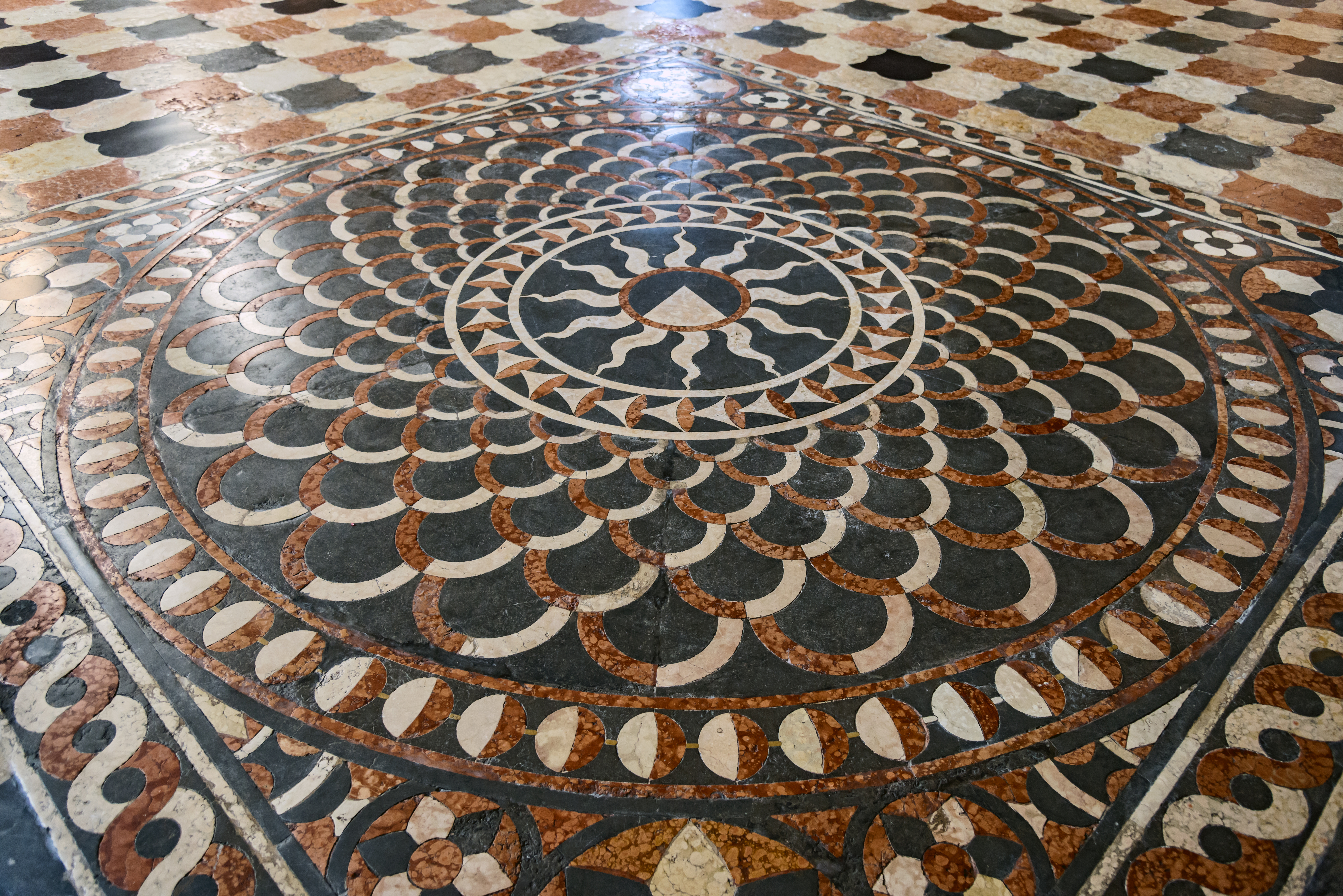
Particolare del pavimento iniziato nel 1462 su progetto di Pietro da Porlezza, con al centro lo stemma dell'ordine domenicano

Nella seconda metà del XIV secolo il declino della signoria scaligera si ripercosse negativamente sui lavori di costruzione causando un pesante rallentamento, in parte mitigato dalle continue donazioni di privati che permisero comunque di ultimare le strutture entro la fine del secolo. Ritrovata a Verona la serenità politica grazie alla dedizione a Venezia, i lavori poterono proseguire più speditamente: il cantiere beneficiò di una bolla papale in cui venne concessa l'indulgenza a chiunque fornisse il proprio contributo al mantenimento della fabbrica, inoltre il podestà e il capitano del popolo ottennero dal Senato veneziano una riduzione sulle tasse relative alla costruzione. Dai documenti risulta che nel 1428 i lavori relativi alla copertura della chiesa si trovavano a buon punto, anche se risultava ancora parzialmente scoperta e si iniziava a valutare la costruzione della facciata, che si pensava di realizzare in pietra viva. Il 12 agosto dell'anno successivo una nuova bolla papale impose che a Santa Anastasia venisse sostituita la congregazione dei domenicani Conventuali con quelli Riformati. Nel 1462 Pietro da Porlezza, cugino dell'architetto Michele Sanmicheli, iniziò a dirigere la lastricatura del pavimento.

### Dalla consacrazione ad oggi

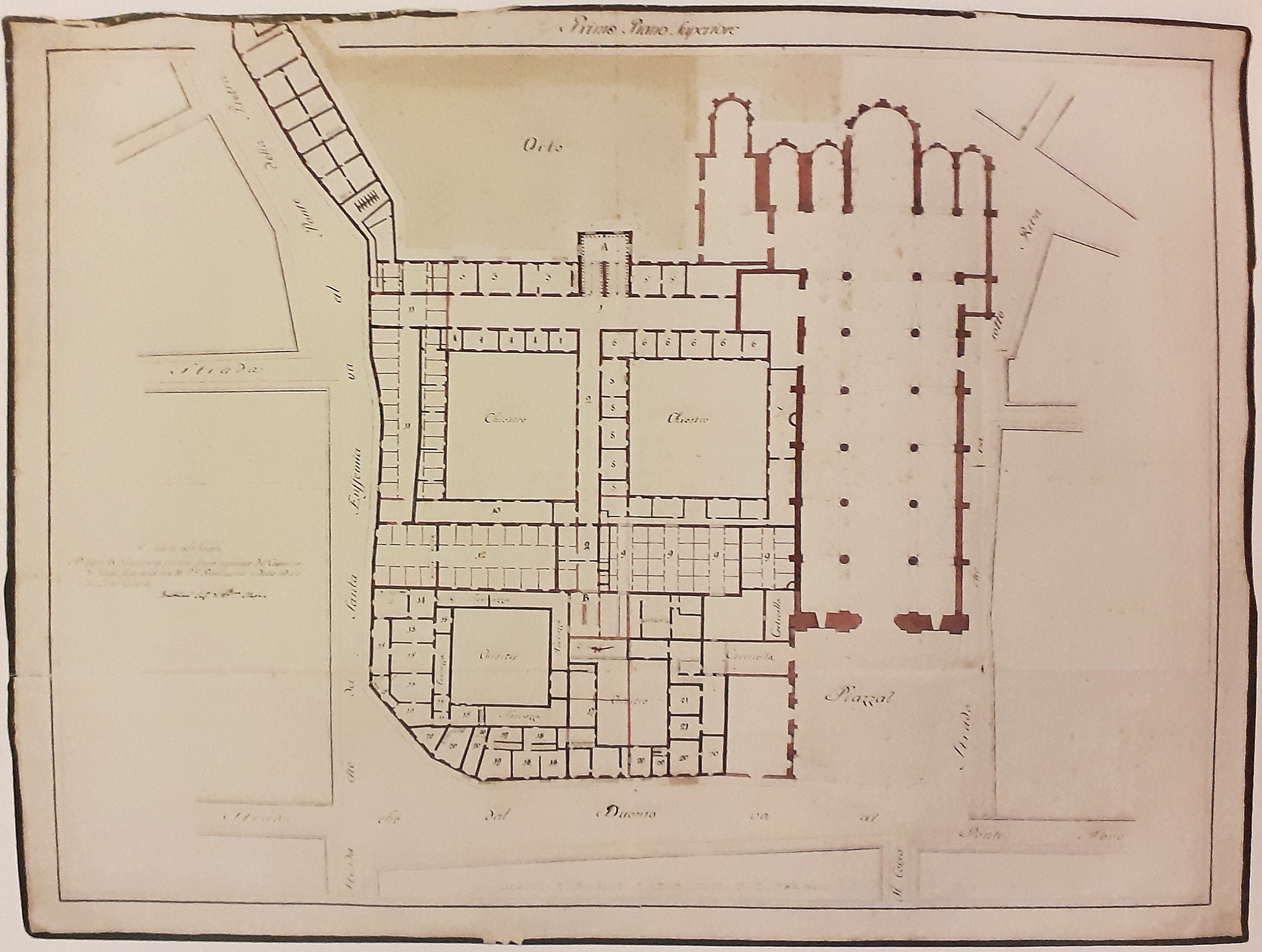
Pianta del 1807 del monastero di Santa Anastasia, con i quattro chiostri ancora perfettamente conservati

La basilica venne consacrata solennemente il 22 ottobre 1471 dal cardinale e vescovo di Verona Giovanni Michiel, anche se il cantiere continuò a essere aperto per oltre due secoli, durante i quali vennero aggiunte le cappelle laterali ma non si arrivò mai a completare la facciata. Tra il 1491 e il 1493 il maestro Lorenzo da Santa Cecilia realizzò le sedie del nuovo coro; nel 1498 vennero posate le vetrate del rosone centrale della facciata e dei finestroni laterali. Tra il 1509 e il 1517, a seguito degli sconvolgimenti susseguenti alla guerra della lega di Cambrai, Verona passò sotto il controllo del Sacro Romano Impero e proprio in Santa Anastasia si tenne la cerimonia di sottomissione all'imperatore Massimiliano I d'Asburgo. Tornata la città sotto il dominio della Serenissima, nel 1522 vennero posate le cornici della formelle che adornano le lesene della porta maggiore, nel 1533 venne lastricata la piazza antistante e in occasione della Pasqua del 1591 fu collocato un telamone, realizzato da Paolo Orefice, a sostegno dell'acquasantiera.

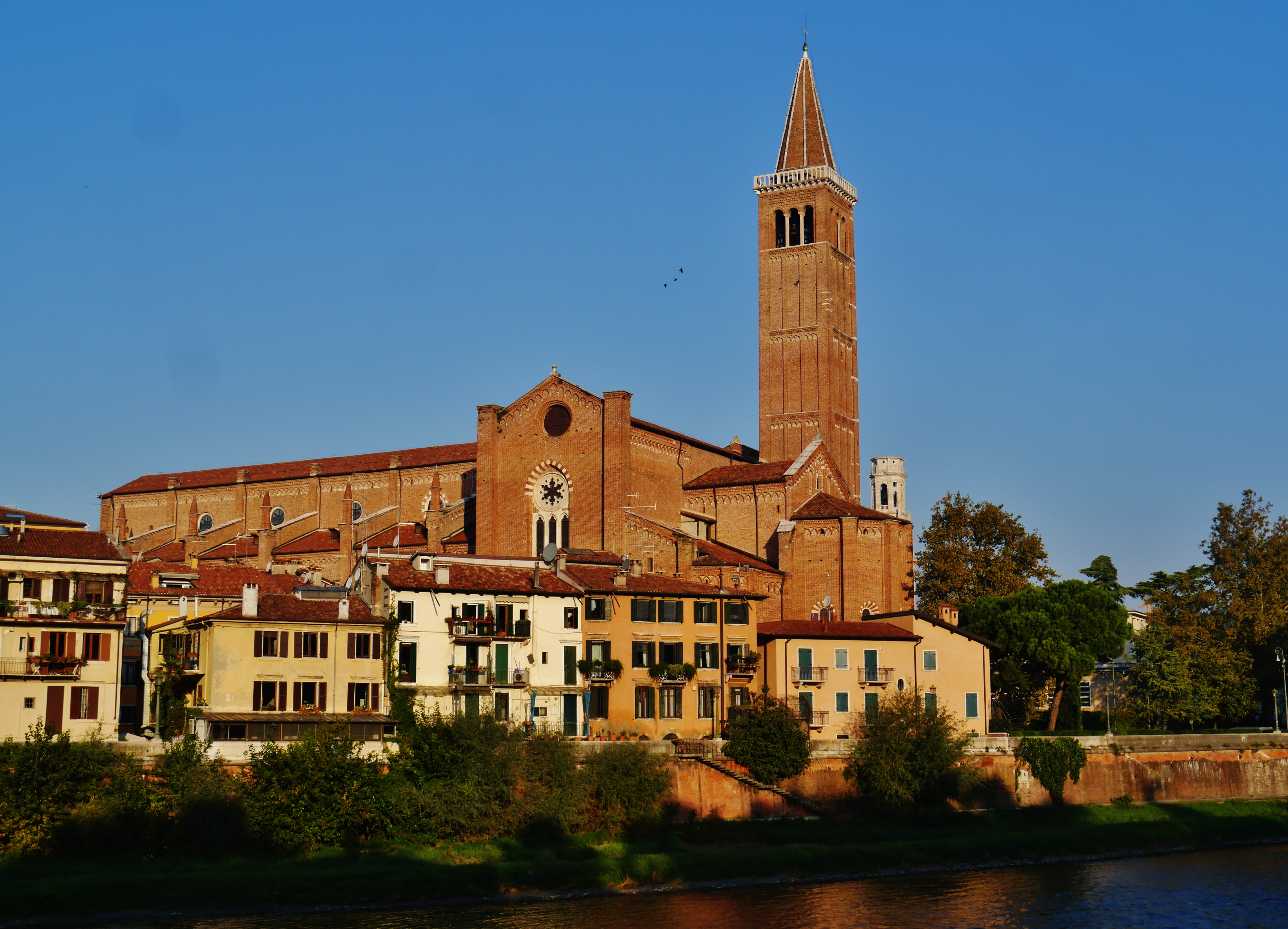
Aspetto attuale di Santa Anastasia

Una lapide presente nell'annesso convento ricorda la visita di papa Pio VI che, di ritorno da Vienna dove aveva incontrato l'imperatore Giuseppe II, soggiornò a Verona dalla sera dell'11 maggio 1782 fino alla mattina del 13. Essendo quel giorno assente il vescovo veronese Giovanni Morosini, il papa venne ospitato nel convento dei domenicani e, prima di ripartire alla volta di Roma, ascoltò la messa in Santa Anastasia.
Il 19 marzo 1807, per volere di Napoleone, l'ordine dei domenicani venne soppresso mettendo così fine alla loro presenza in Santa Anastasia, in cui officiavano da quasi cinque secoli. Affidata poi al clero diocesano, divenne parrocchia con il beneficio di Santa Maria in Chiavica. Simile sorte toccò anche all'adiacente monastero che, dopo la sua definitiva chiusura, divenne la sede del liceo ginnasio statale Scipione Maffei. Tra il 1878 e il 1881 l'edificio fu sottoposto a intensi lavori di restauro durante i quali venne consolidato il campanile, vennero sostituiti alcuni marmi del portone principale e riparati gli altari delle cappelle. Si procedette anche al restauro di alcune tele con esiti non sempre felici. Nel 1967 un nuovo intervento di restauro, durato per tutti gli anni settanta, portò a risultati ben più soddisfacenti, mentre nel 1981 il restauro toccò gli affreschi della cappella Lavagnoli. Nel 2010 è stato portato a termine un nuovo vasto intervento di restauro che ha coinvolto l'intera basilica e che è da annoverarsi tra i più importanti interventi mai effettuati su un monumento veronese.

## Descrizione

### Esterno

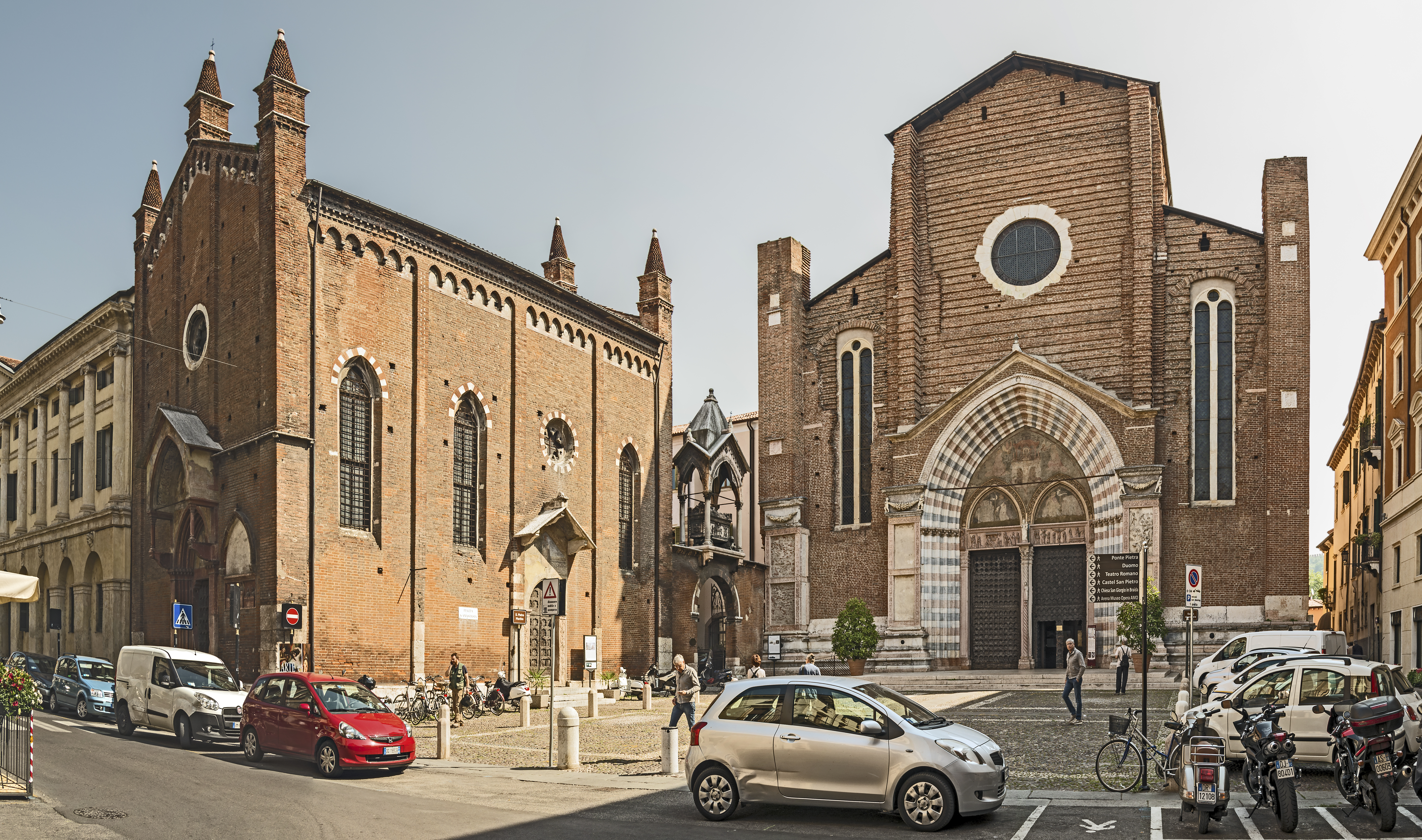
Veduta di piazza Santa Anastasia, sulla quale si affacciano anche l'arca di Castelbarco e la chiesa di San Pietro Martire

L'esterno del tempio rappresenta un bell'esempio di architettura gotica veronese con anticipi rinascimentali. La facciata, incompleta, è caratterizzata da vari elementi tra cui spiccano un ampio portone incorniciato in un arco a sesto acuto marmoreo, un rosone centrale e due bifore all'altezza delle navate. Ai lati estremi due contrafforti che si innalzano oltre la linea di gronda e che si ripetono, fino al transetto, su entrambe le fiancate, dove sono sormontati da pinnacoli esagonali che hanno la funzione di scaricare le spinte delle volte.
I prospetti laterali sono articolati in altezza in due registri architettonici corrispondenti alla parete della navata laterale (il registro inferiore) e alla parte emergente della navata centrale (quello superiore): il settore inferiore, oltre che dal contrafforte con pinnacolo appena descritto, è caratterizzato dai volumi emergenti delle cappelle e da alte finestre bifore, in parte chiuse. Nel settore superiore si aprono una serie di occhi che permettono alla luce di penetrare nella navata centrale. Sulla facciata del transetto di destra vi è un'alta trifora e più in alto un grande rosone gotico polilobato. Nei corpi absidali emergenti, sempre contraddistinti da poderosi contrafforti, si aprono invece finestrature ogivali strombate.
La linea di gronda è abbellita da archetti pensili ogivali da cui parte la copertura dell'edificio: a due falde quella che copre navata centrale, transetto e presbiterio, a falda unica quelle che coprono le navate minori; l'abside centrale è coperta da un tetto a padiglione a cinque falde.
A sinistra, guardando la facciata, si trova l'interessante arca sepolcrale dove giace Guglielmo da Castelbarco, posta sopra un arco di passaggio verso un cortile interno (dell'attuale conservatorio musicale). Si tratta del primo esempio di arca monumentale detta "a baldacchino" che pochi anni dopo avrebbe ispirato e avuto seguito nelle splendide arche scaligere, dove hanno sepoltura i Della Scala, principi della Verona due e trecentesca. Oltre l'arco, vi sono ulteriori tre arche alto medioevali di pregevole fattura. Sempre sulla sinistra, adiacente a piazza Santa Anastasia, si trova la chiesa di San Pietro Martire, utilizzata dai domenicani durante la costruzione di Santa Anastasia e attualmente sconsacrata.

#### Facciata

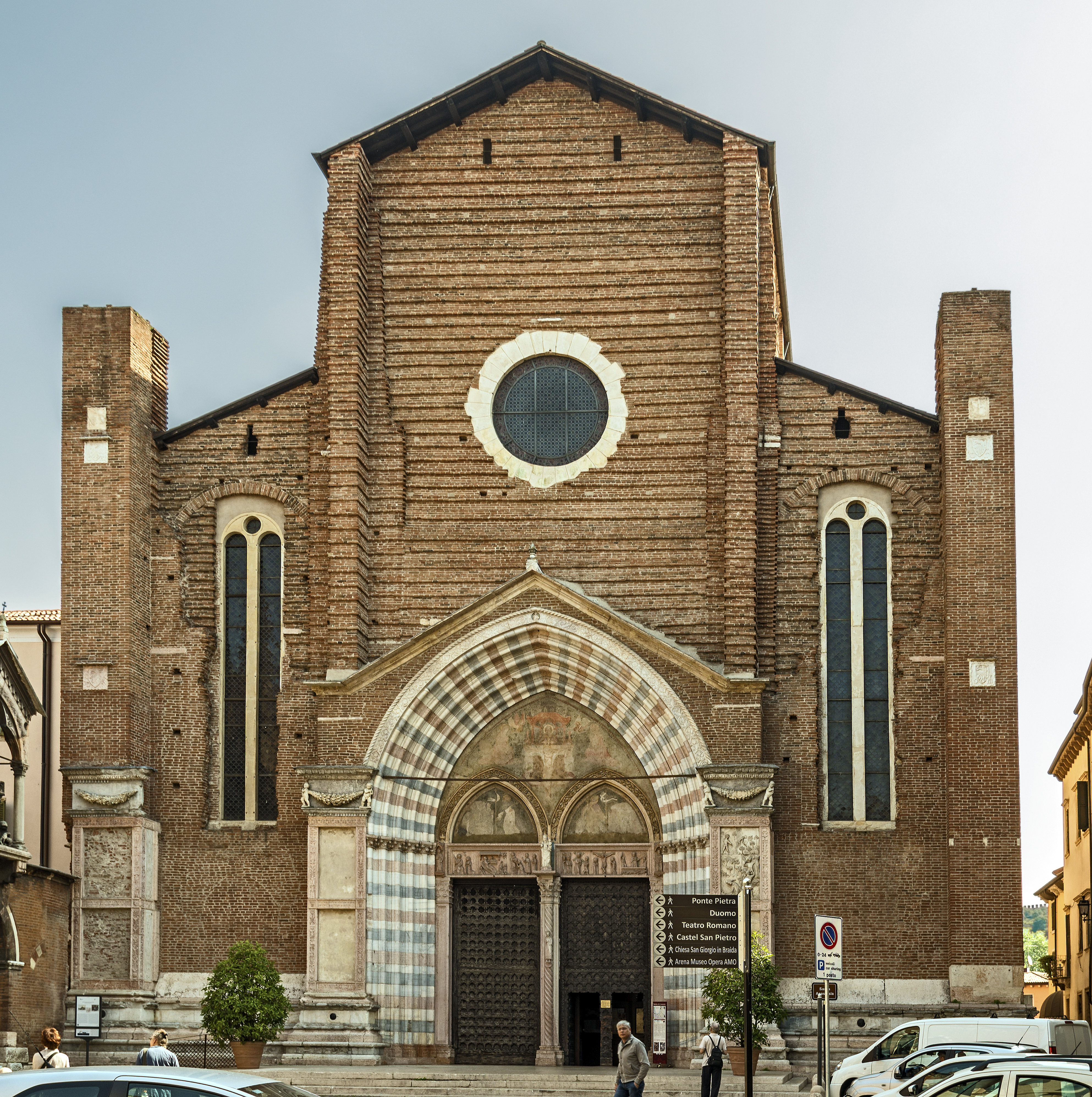
La facciata incompleta

La chiesa domenicana ha una struttura analoga alla veneziana basilica dei Santi Giovanni e Paolo, appartenente allo stesso ordine e costruita quasi in contemporanea. La facciata a salienti, incompiuta e prevalentemente in laterizio, è divisa in tre fasce corrispondenti alle navate interne. La fascia centrale è caratterizzata nella parte alta da un semplice rosone, anch'esso non terminato, con un settore circolare esterno e la parte interna divisa in sei sezioni tramite un corrente orizzontale e due montanti verticali.
Il portale biforo, di datazione riferibile alla prima metà del XV secolo, appartiene stilisticamente alla prima architettura rinascimentale con ancora forti reminiscenze gotiche. La parte inferiore è occupata dal portone diviso in due sezioni sovrastate da due archi ogivali, il tutto incorniciato dal portale gotico, strombato tramite una serie di cinque archi a sesto acuto sovrapposti. Gli archi sono sostenuti da cinque colonne ornamentali alte e leggere realizzate con marmi rossi, bianchi e neri, gli stessi colori che si trovano anche nel pavimento interno.

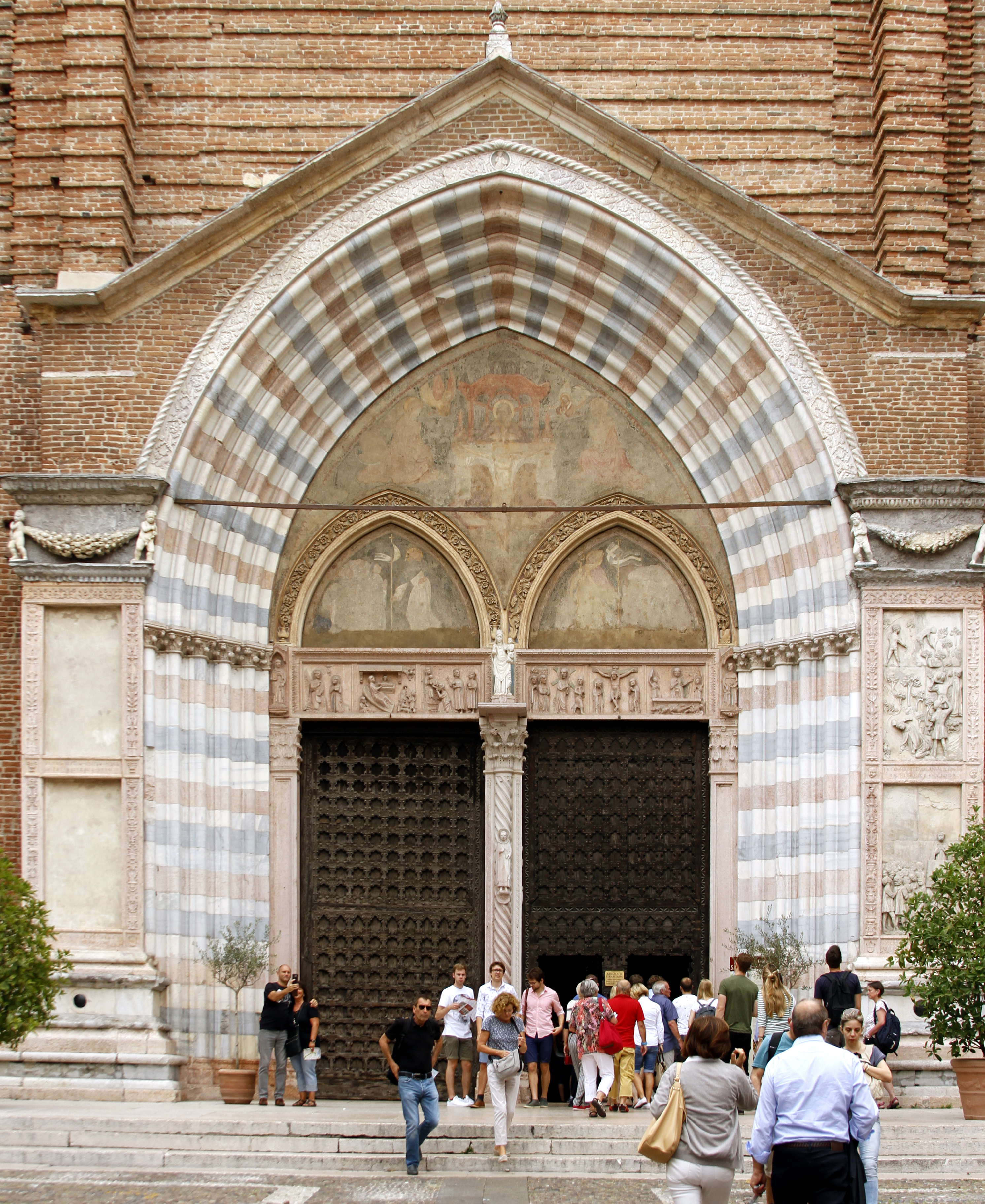
Il portale gotico con le lunette affrescate

La lunetta principale ha al suo interno la rappresentazione della Santissima Trinità con ai lati le figure di san Giuseppe e della Madonna. Il Padre è assiso su una cattedra di stile gotico con il Crocifisso fra le sue ginocchia e il Cristo a fianco con la colomba su di sé. Completa la figura una coppia di angeli sovrastanti la Trinità. Nelle due lunette minori sono presenti il Vescovo alla guida del popolo veronese con lo stendardo della città e nell'altra San Pietro martire alla guida dei frati con lo stendardo bianconero dei domenicani. Tutti e due i gruppi sono incamminati all'adorazione della Trinità. Questi affreschi appaiono oggi in gran parte perduti, nonostante un ritocco dall'esito non troppo felice in occasione del restauro del 1881. Lo storico dell'arte Adolfo Venturi ha riconosciuto in questi dipinti l'influsso della scuola di Stefano da Zevio attribuendoli dunque a qualche suo allievo.

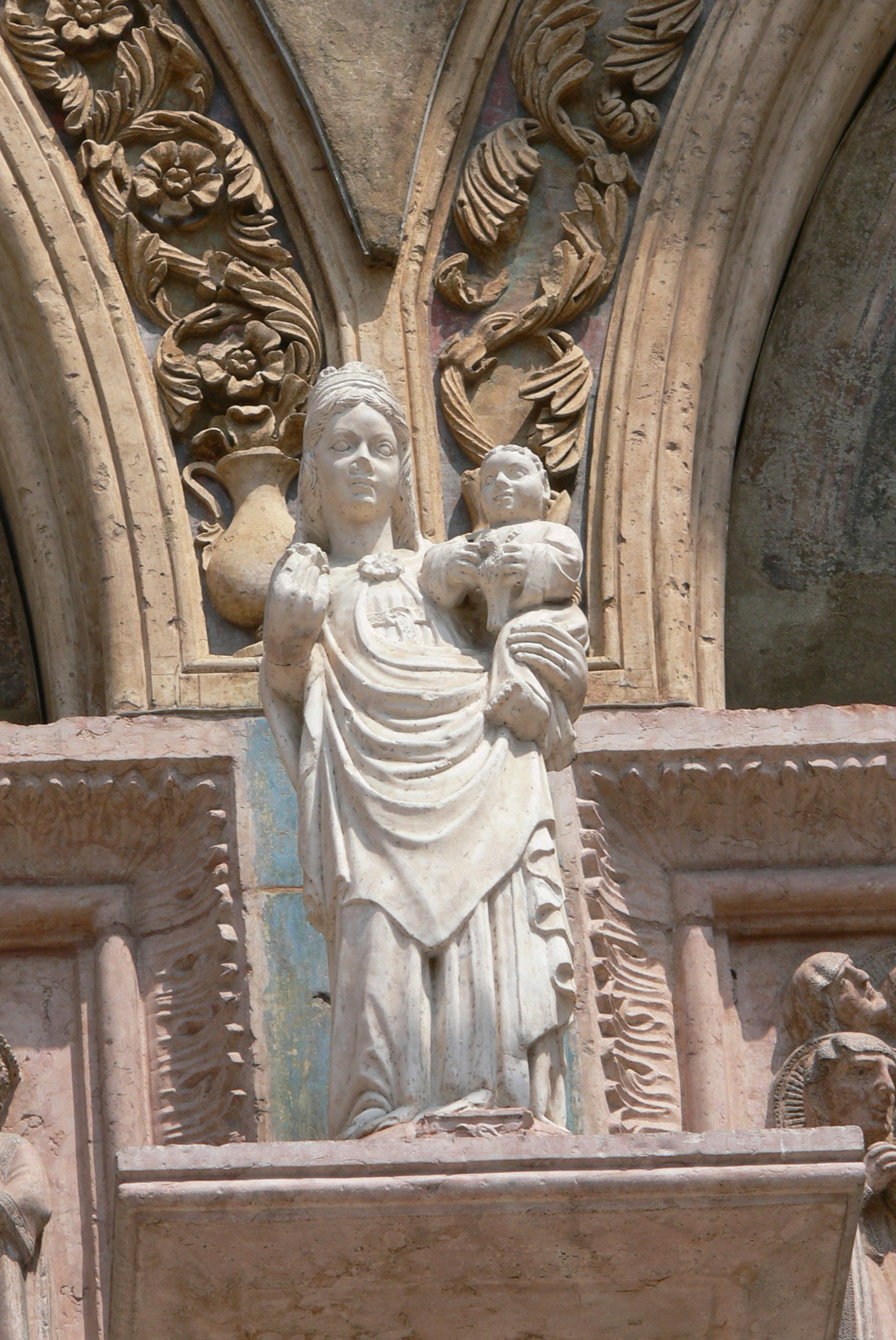
Statua della Vergine con il Bambino, collocata sopra la colonnina di mezzo del portale

Gli archi minori poggiano sull'architrave del portale decorato a bassorilievo da sei rappresentazioni in ordine cronologico della vita di Cristo: l'Annunciazione, la Nascita di Gesù, l'Adorazione dei Magi, la via verso il Calvario, la Crocifissione e la Resurrezione. Ai due fianchi dell'architrave sono poste due statue, in quella di sinistra si riconosce santa Anastasia mentre in quella di destra santa Caterina della Ruota. Al centro dell'architrave, invece, sopra l'elegante colonnina che divide le due porte e poggiata su una mensola, vi è posta una statua, di dimensioni maggiori rispetto alle due laterali, in cui è rappresentata la Vergine con il Bambino, di scuola veneziana. La colonna divisoria ha tre altorilievi sulla fronte e sui due lati. Di fronte San Domenico con la stella sotto i suoi piedi, a sinistra San Pietro Martire nell'atto di predicare alla folla con il sole sottostante e a destra San Tommaso che sovrasta la luna, con in mano il libro dei dottori della chiesa, mentre istruisce un giovane monaco.

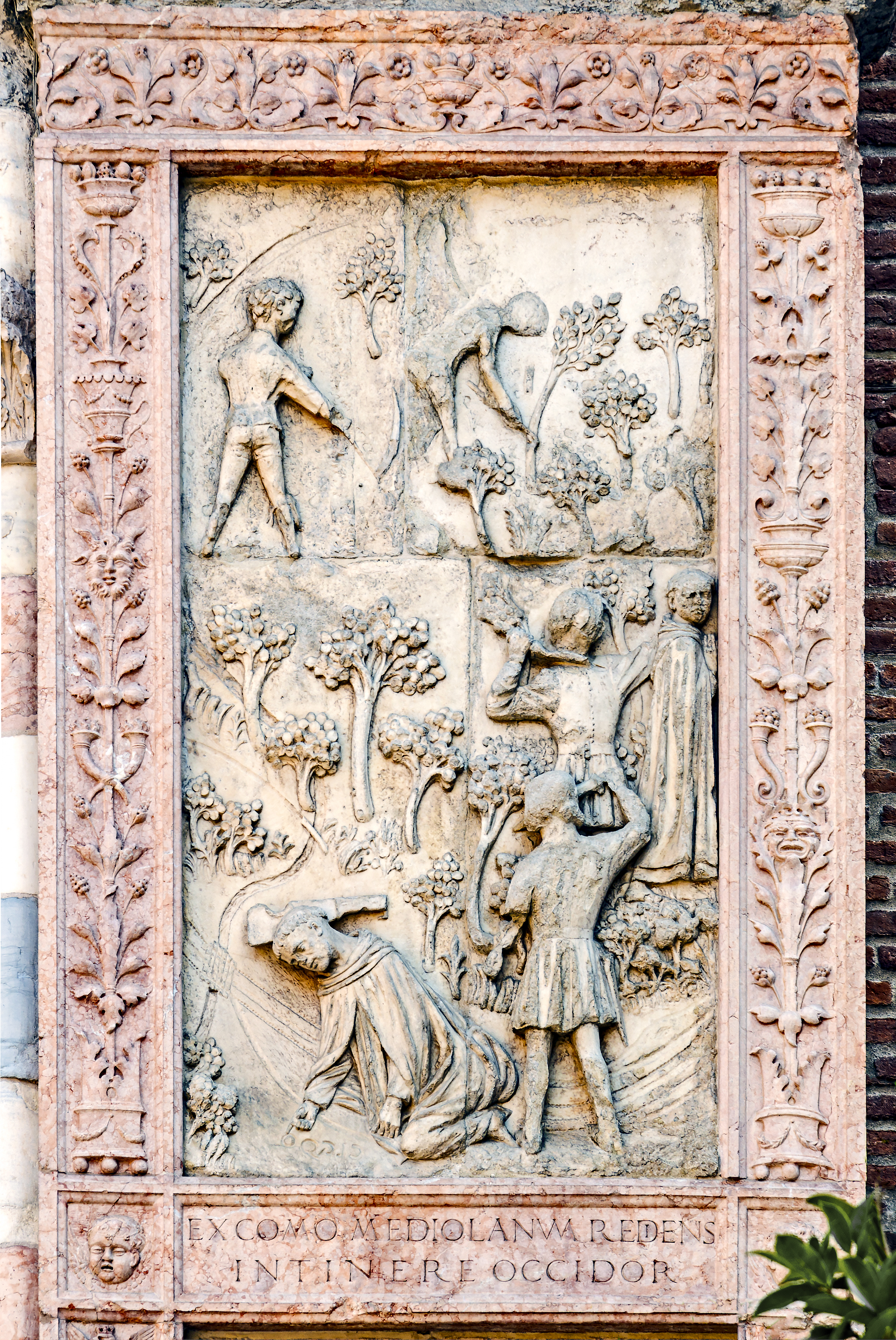
Formella con il Martirio di San Pietro martire

È stata avanzata l'ipotesi che il complesso del portale potrebbe essere stato realizzato, come si suppone per il pavimento, da Pietro da Porlezza a partire dal 1462. A supporto di ciò, Alessandro Da Lisca ha osservato che l'opera marmorea si lega con l'ambiente interno tanto da formare un'unica opera, come il corpo avanzato, in cotto, che a sua volta è legato indissolubilmente col muro stesso della chiesa. Sicché il muro, il corpo avanzato e il portale marmoreo sarebbero tutti lavori effettuati nel corso del XV secolo.
A discapito di quello che doveva essere il progetto iniziale, solo due formelle in marmo sono collocate sulla facciata e più precisamente sulla lesena alla destra del portale, dove sono rappresentante nella prima la predica di san Pietro Martire e nella seconda il suo martirio. Dei quattro pilastri solo i primi tre, da sinistra, presentano ciascuno due iscrizioni. La prima, la quarta e la sesta scritta si riferiscono ai miracoli operati dal santo mentre la quinta al martirio, per cui le formelle effettivamente eseguite corrispondono alla quinta e alla sesta iscrizione. Queste formelle con le relative cornici, attribuibili sempre al XV secolo o all'inizio del successivo, avrebbero dovuto costituire una grande intelaiatura che avrebbe mantenuto intatto il portale già esistente.
Infine, ai lati della capanna centrale, due fasce caratterizzate dalle lunghe bifore vetrate che percorrono tutta la partizione muraria, chiuse verso l'esterno da due contrafforti.

#### Campanile

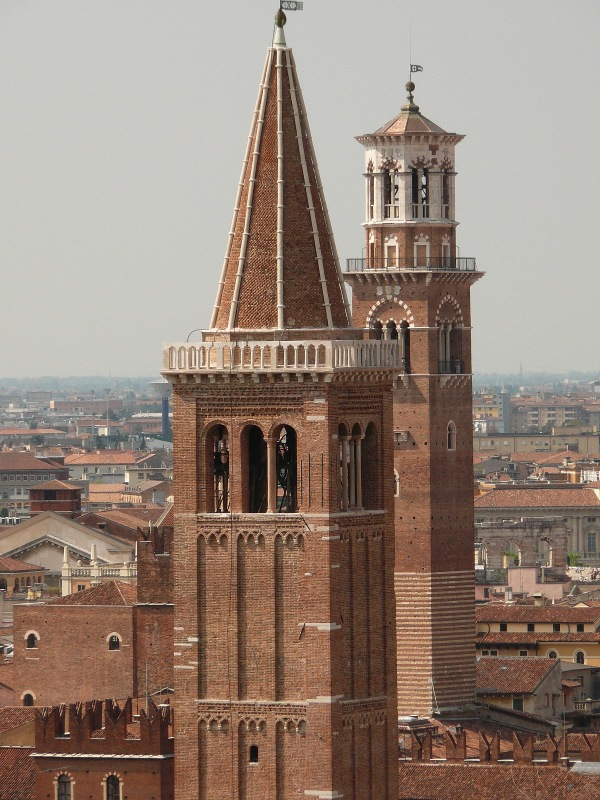
Dettaglio della cella campanaria e della copertura del campanile

In prossimità del braccio sinistro del transetto, sulla punta della prima cappella absidale di sinistra, si eleva l'imponente torre campanaria, della cui storia si hanno poche notizie. Alta 72 metri e divisa in sei ordini da marcapiani in pietra bianca, la torre in stile gotico presenta un fusto lesenato in laterizio, con ripetizione di decorazioni ad archetti pensili. Il fusto del campanile termina con una cella campanaria in cui si aprono quattro trifore strombate con arco a tutto sesto, una per ogni lato, suddivise da colonne con fusto, piedistallo e capitello di ordine tuscanico. Sopra di essa corre una balaustra costituita da piccole colonnine in pietra bianca di elegante fattura. Da qui si innalza, a sua volta, una guglia conica realizzata in cotto, solcata da snelli costoloni in pietra bianca. Lo stile della struttura permette di collocarla intorno al XV secolo, ma è possibile che sia stata iniziata anche prima, in contemporanea all'abside. Si è a conoscenza dell'esistenza di un documento, oggi andato perduto, rogato il 15 gennaio 1433 dal notaio Antonio de Cavagion (l'odierno Cavaion Veronese) con il quale i padri domenicani vendettero per 50 ducati una casa impiegandone il ricavato «nella fabbrica del campanile». Su tre piccole pietre incastonate ai lati del campanile vi è scolpita, con caratteri del XV secolo, la seguente iscrizione: «CHRISTUS REX | VENIT IN | PACE DEUS | ET HOMO | FATUS EST». Secondo lo storico Ignazio Pellegrini, sembra che nel 1555 un fulmine abbia colpito la torre campanaria per cui si dovette procedere a un restauro. Un simile evento accadde anche il secolo successivo, nel 1661, costringendo i domenicani ad accettare duecento ducati, provenienti da un'affrancazione, per riparare il danno.
Le prime cinque campane, poste in opera dal 1460, erano in accordo di Mi♭ minore e vennero rifuse più volte nel corso dei secoli. L'attuale concerto venne fuso il 12 agosto 1839 dalla famiglia Cavadini «che aveva i suoi forni alla Bernarda, in contrà de S. Nazar» ed è intonato in DO#. Anch'esso era composto da cinque bronzi il cui peso superava i 45 quintali (15,61 - 10,89 - 7,85 - 6,41 e 4,52 quintali), che vennero collaudati il 2 settembre dello stesso mese e consacrate dal vescovo Giuseppe Grasser il giorno seguente. Sempre la ditta Cavadini si occupò di realizzare un'ulteriore campana, detta "sestina" del peso di circa 3,13 quintali, che venne aggiunta il 31 maggio 1840, a cui furono aggiunte nel 1923 ulteriori tre bronzi (2,43 - 2,07 e 1,42 quintali) provenienti dalla chiesa di Santa Maria in Chiavica, portando così il complesso a un totale di nove. La scuola campanaria di Santa Anastasia, fondata nel 1776, è stata la principale esponente dell'arte del suono dei concerti di campane alla veronese e a essa sono legati i nomi dei maestri Pietro Sancassani e Mario Carregari.

### Interno

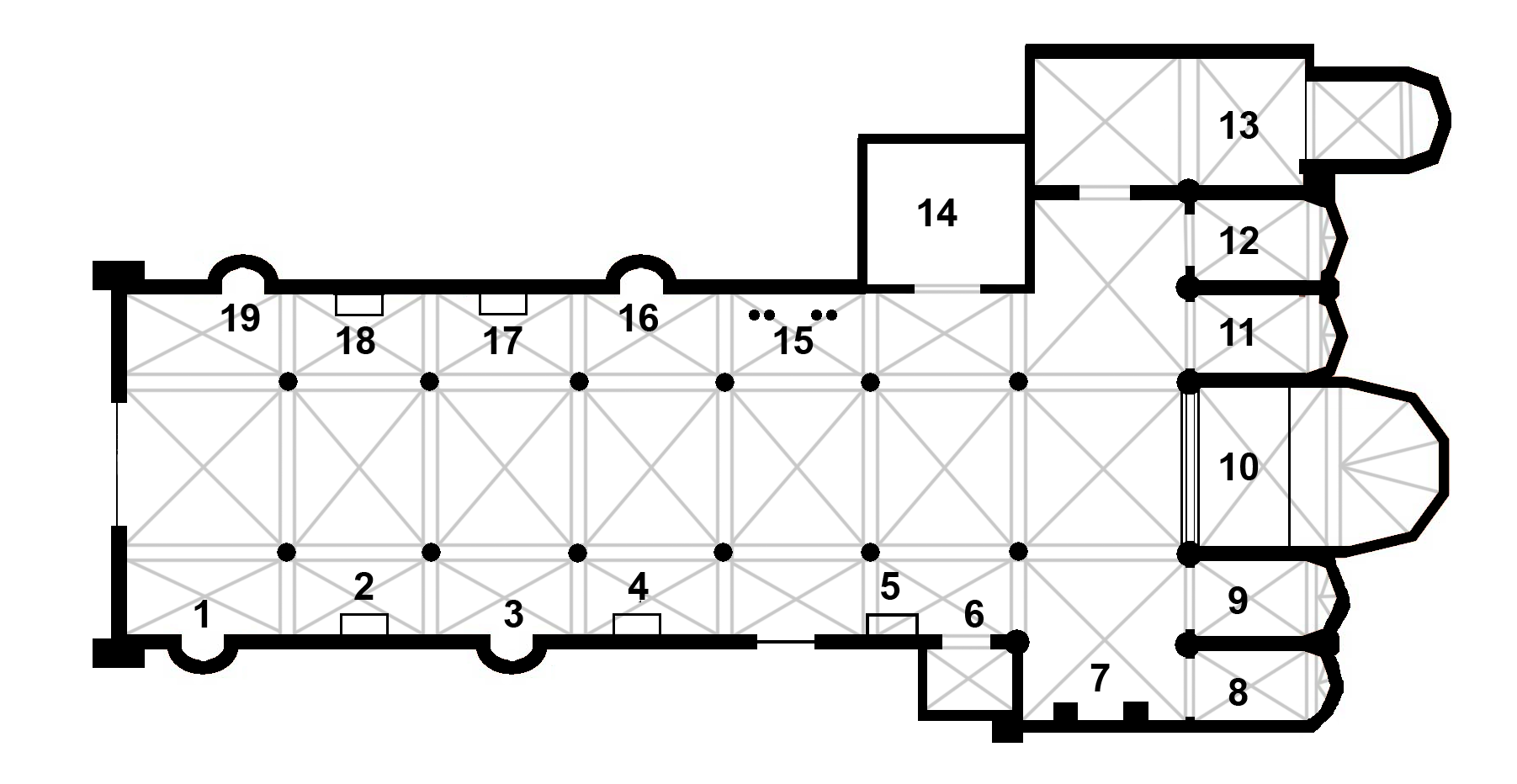
Pianta della chiesa.
1. Altare Fregoso; 2. Cappella Manzini; 3. Cappella Bonaveri; 4. Altare Pindemonte; 5. Altare Mazzoleni; 6. Cappella Crocifisso; 7. Altare Centrego; 8. Cappella Cavalli; 9. Cappella Pellegrini; 10. Presbiterio; 11. Cappella Lavagnoli; 12. Cappella Salerni; 13. Sagrestia e cappella Giusti; 14. Cappella del Rosario; 15. Organo; 16. Cappella Miniscalchi; 17. Altare di san Raimondo di Peñafort; 18. Altare Faella; 19. Cappella Boldieri.

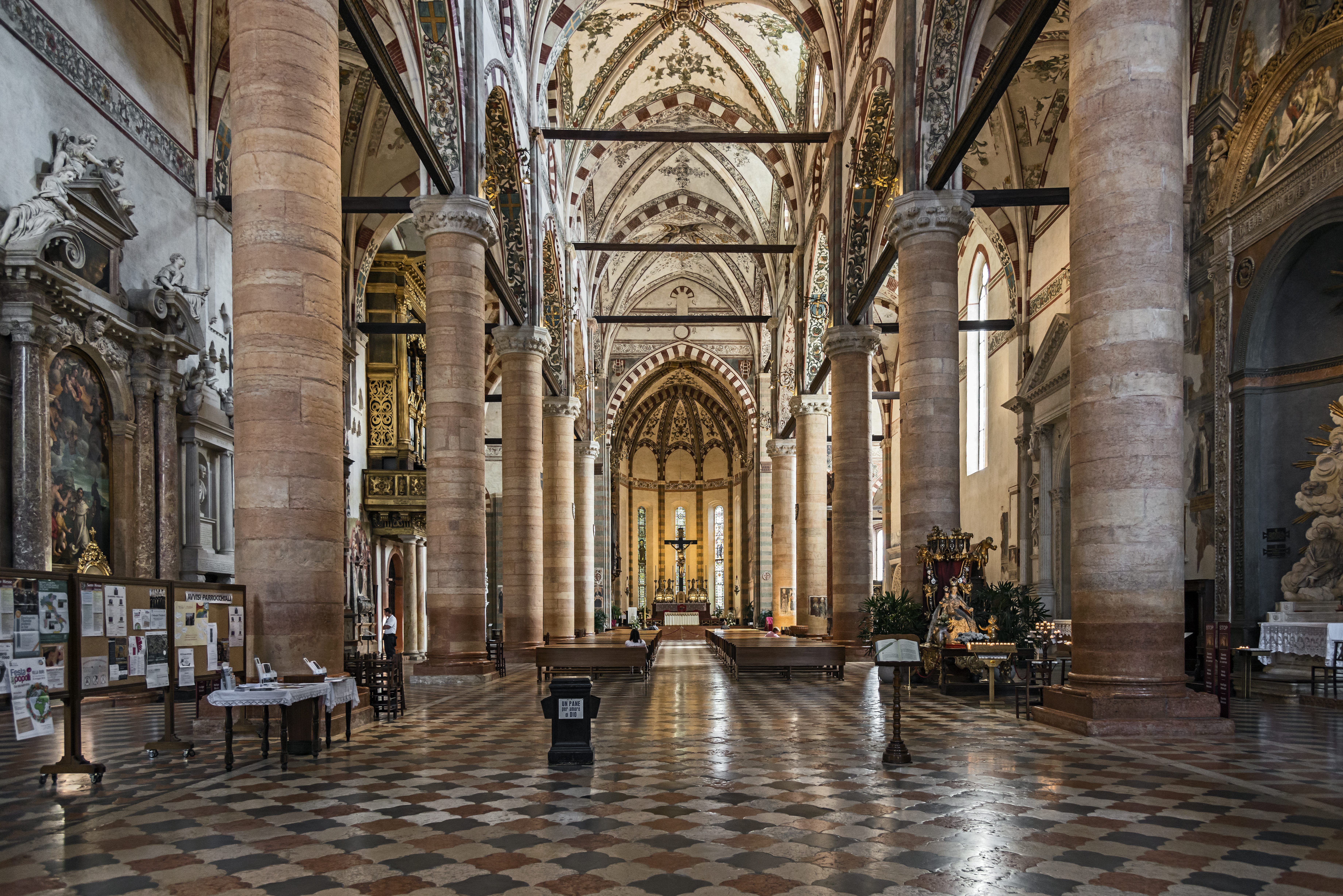
L'interno ripreso dalla navata centrale verso il presbiterio

L'interno della chiesa, ricco di opere d'arte, è suddiviso in tre navate coperte con volte a crociera. Le navate sono separate da due serie di sei colonne cilindriche in marmo bianco e marmo rosso veronese, con capitelli gotici. Le due coppie di colonne oltre l'altare maggiore recano lo stemma dei Castelbarco di Avio, con il loro leone rampante: la famiglia trentina fu una delle più generose per la costruzione dell'edificio, in particolare Guglielmo di Castelbarco, già podestà di Verona, volle legarsi alla basilica costruendo la precedentemente citata arca funeraria lato della piazza Santa Anastasia, precorritrice delle arche scaligere.

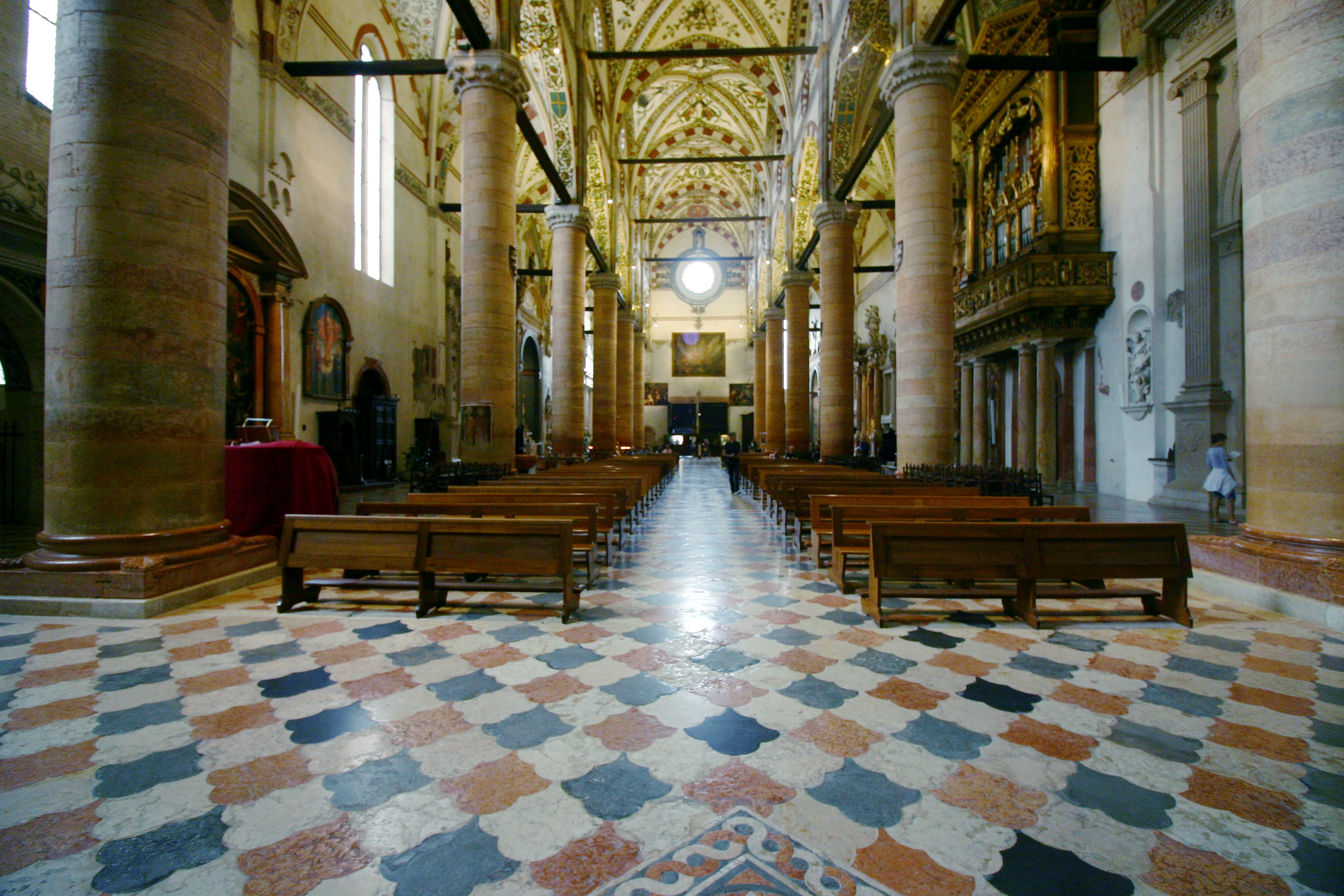
L'interno ripreso dalla navata centrale verso la controfacciata

La pianta è organizzata a croce latina presentando dunque, prima del presbiterio, un transetto di ampie dimensioni. La grande zona absidale a sua volta è articolata in cinque absidi separati da lesene gotiche intonacate e affrescate che terminano con capitelli. L'abside centrale accoglie il presbiterio e l'altare maggiore, mentre quelle ai suoi lati ospitano delle cappelle gentilizie, da destra a sinistra quelle delle famiglie Cavalli, Pellegrini, Lavagnoli e Salerni. Le pareti del braccio longitudinale della basilica sono in gran parte dipinte con affreschi e arricchite da altari, cappelle e monumenti funebri di illustri cittadini veronesi. Appena entrati, sul muro a destra dell'ingresso principale è incastonato un busto di Bartolomeo Lorenzi, poeta veronese, collocato per volere di Ippolito Pindemonte, Marcantonio Miniscalchi, Silvia Curtoni Verza e Beatrice d'Este. L'interno riceve la luce solare da grandi finestroni e da un rosone, posto sopra il portale.

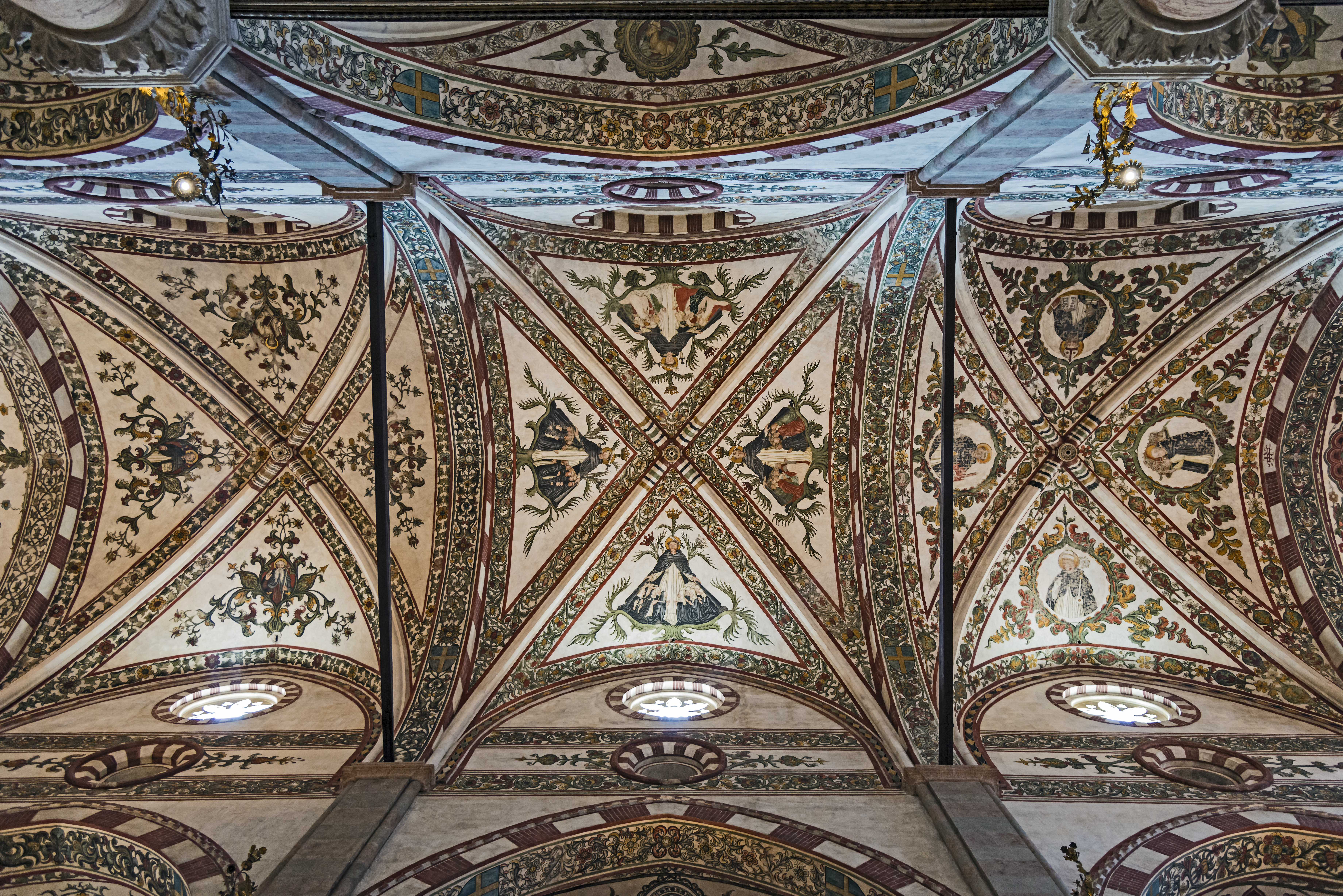
Volte a crociera costolonate della navata centrale

Il pavimento è ancora quello originario, che si suppone sia stato realizzato sotto la direzione di Pietro da Porlezza nel 1462. È costituito da marmi di tre colori: il bianco d'Istria e la basanite nera che ricordano la veste dei frati domenicani, e il rosso che ricorda che la chiesa è dedicata a san Pietro da Verona martire. Le parti maggiormente elaborate si trovano nella navata centrale e nel transetto, e proprio nel mezzo di quest'ultimo è rappresentato un rosone con al centro lo scudo raggiato bianco e nero, simbolo dell'ordine. Né le antiche cappelle né la sacrestia presentano traccia dell'antico pavimento. Sempre al da Porlezza è tradizionalmente attribuita l'acquasantiera in marmo rosso veronese posta vicino all'entrata secondaria.
Due elementi distintivi dell'interno sono le acquasantiere situate a fianco delle prime colonne, sostenute da statue di due gobbi baffuti, il primo con le mani posate sulle ginocchia e il secondo con una mano appoggiata sulla testa, in una posa che esprime preoccupazione. Il gobbo a sinistra, posto nel 1491, è attribuito a Gabriele Caliari, padre di Paolo detto il Veronese, il secondo (chiamato anche Pasquino perché entrò in basilica la domenica di Pasqua del 1591), ritenuto da molti opera di Paolo Orefice, è realizzato in marmo rosso di Verona.
Nella quinta campata della navata laterale di sinistra si trova l'organo a canne realizzato nel 1625 in stile barocco, con parapetto e colonne dorate. La parte meccanica venne costruita dal ferrarese Giovanni Cipria mentre quella lignea è opera di Andrea Scudellino. Domenico Farinati nel 1937 lo restaurò riutilizzando la cassa e la cantoria del XVI secolo, mentre nel 1967 venne revisionato ed elettrificato dall'Organaria di Padova. Lo strumento è a trasmissione pneumatico-tubolare e dispone di due manuali a 61 note e una pedaliera concavo-radiale di 32 note; ha 30 registri reali e due meccanici e pedale.

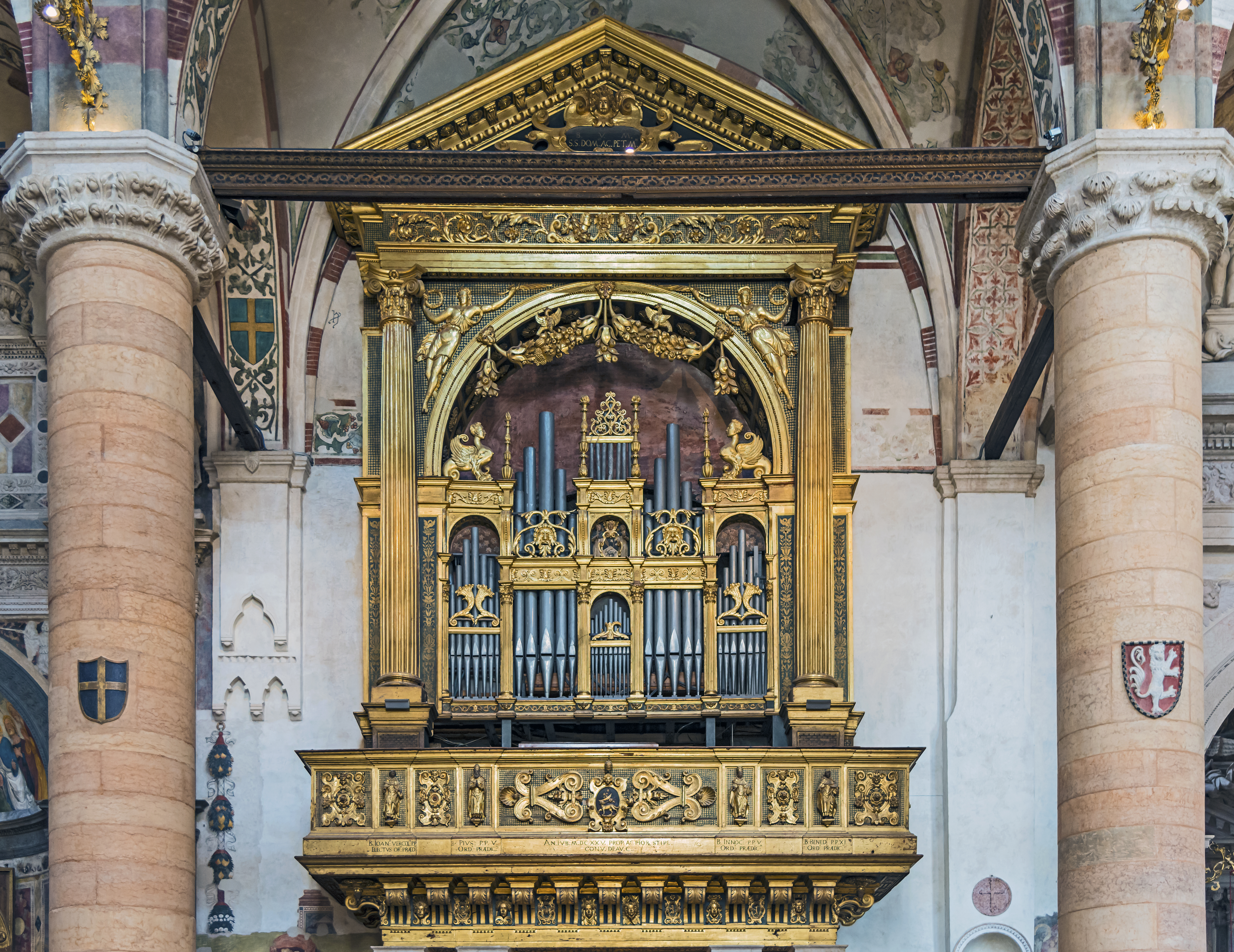
Corpo d'organo in cantoria

| I - Grand'Organo | I - Grand'Organo |
| ---------------- | ---------------- |
| Principale       | 16'              |
| Principale       | 8'               |
| Clarabella       | 8'               |
| Voce Umana       | 8'               |
| Bordone          | 8'               |
| Dulciana         | 8'               |
| Flauto           | 4'               |
| Ottava           | 4'               |
| XV               | 2'               |
| Ripieno          | 4 file           |
| Tromba           | 8'               |

| II - Espressivo | II - Espressivo |
| --------------- | --------------- |
| Bordone         | 16'             |
| Principale      | 8'              |
| Viola           | 8'              |
| Voce Celeste    | 8'              |
| Flauto          | 8'              |
| Flauto          | 4'              |
| Ottava          | 4'              |
| Nazardo         | 2.2/3'          |
| Flautino        | 2'              |
| Oboe            | 8'              |

| Pedale       | Pedale |
| ------------ | ------ |
| Contrabbasso | 16'    |
| Subbasso     | 16'    |
| Bordone      | 8'     |
| Ottava       | 8'     |
| Basso        | 8'     |
| Cello        | 8'     |
| Gamba        | 8'     |
| Tromba       | 8'     |

#### Area absidale
L'area oltre il transetto è suddivisa in cinque absidi dove hanno trovato posto quattro cappelle e, in quella centrale, il presbiterio con l'altare maggiore. Di seguito sono descritte da destra a sinistra.

##### Cappella Cavalli (8)

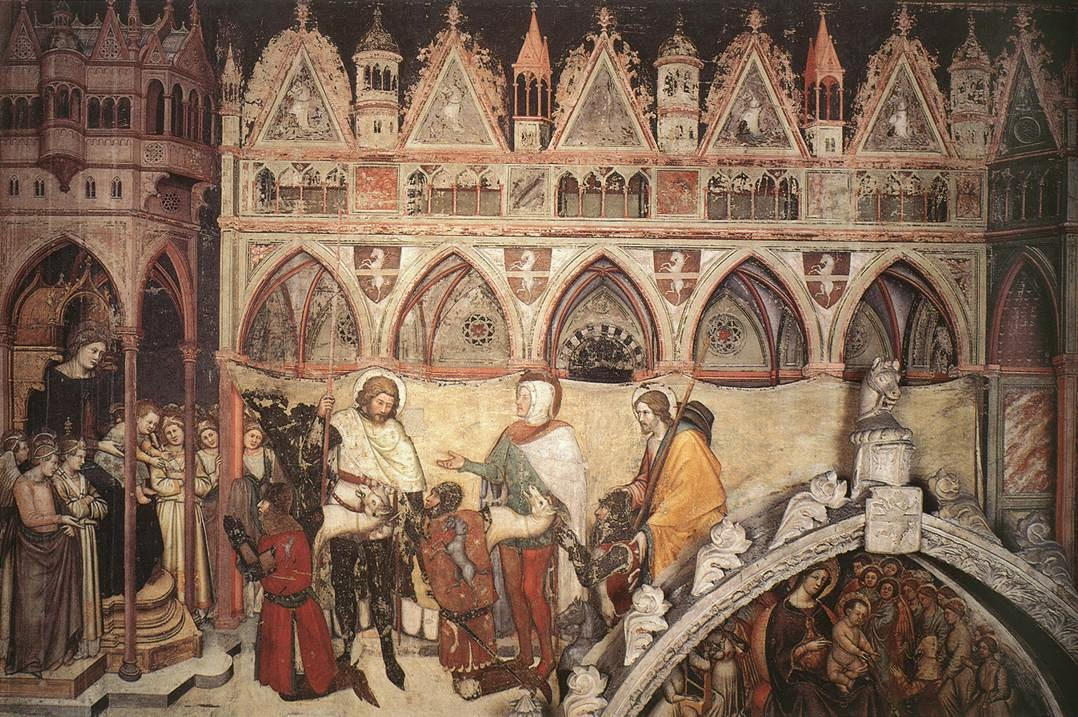
Cappella Cavalli, affresco raffigurante l'Adorazione della Vergine, opera di Altichiero

Posta all'estrema destra dell'area absidale, la cappella Cavalli è dedicata a san Girolamo, ma anticamente intitolata a san Geminiano. La sua prima menzione risale a un documento relativo a una donazione fatta da Giacomo, Nicolò e Pietro, nobili appartenenti alla famiglia Cavalli, nel 1375. A destra si può ammirare l'Adorazione, unica opera certa di Altichiero a Verona, che forse lo eseguì dopo il ritorno da Padova, poco prima del 1390, anche se alcuni studiosi lo datano al 1369 in base a un documento ritrovato negli archivi veronesi. Nel dipinto, un antico omaggio feudale, i nobili cavalieri s'inginocchiano davanti al trono della Vergine posto in un tempio gotico. Le arcate dipinte presentano sulla chiave di volta lo stemma nobiliare della famiglia Cavalli. Sotto l'affresco è posta la tomba di Federico Cavalli, realizzata in marmo rosso veronese e arricchito da una lunetta in cui è contenuta un'opera di Stefano da Zevio risalente alla prima metà del XV secolo. Sul listello della cassa marmorea corre un'iscrizione che si ripartisce sulle tre facce esposte, di seguito riportata: «S. NOBILIS 7 EGREGII VIRI FEDERICI . 9 EGRE | GII VIRI DNI NICOLAI DE CAVALIS SVORVMQ . HEREDVM QVI SPIRITVM REDIDIT ASTRIS - ANO DNI M . CCC. LXXXX | VII MENSIS SEENBRIS».
Le pareti sono decorate anche da altri affreschi: Vergine con Gesù bambino, San Cristoforo, e il più pregevole, Miracolo di Sant'Eligio di Noyon, tutti e tre attribuiti a Martino da Verona, pittore scomparso nel 1412. A sinistra compare l'affresco con il Battesimo di Gesù, attribuito a Jacopino di Francesco, pittore bolognese della prima metà del XIV secolo, considerato uno dei padri della pittura padana. L'altare è abbellito da una pala dipinta da Liberale da Verona, inserita in una cornice ricca di intagli e dorature.

##### Cappella Pellegrini (9)

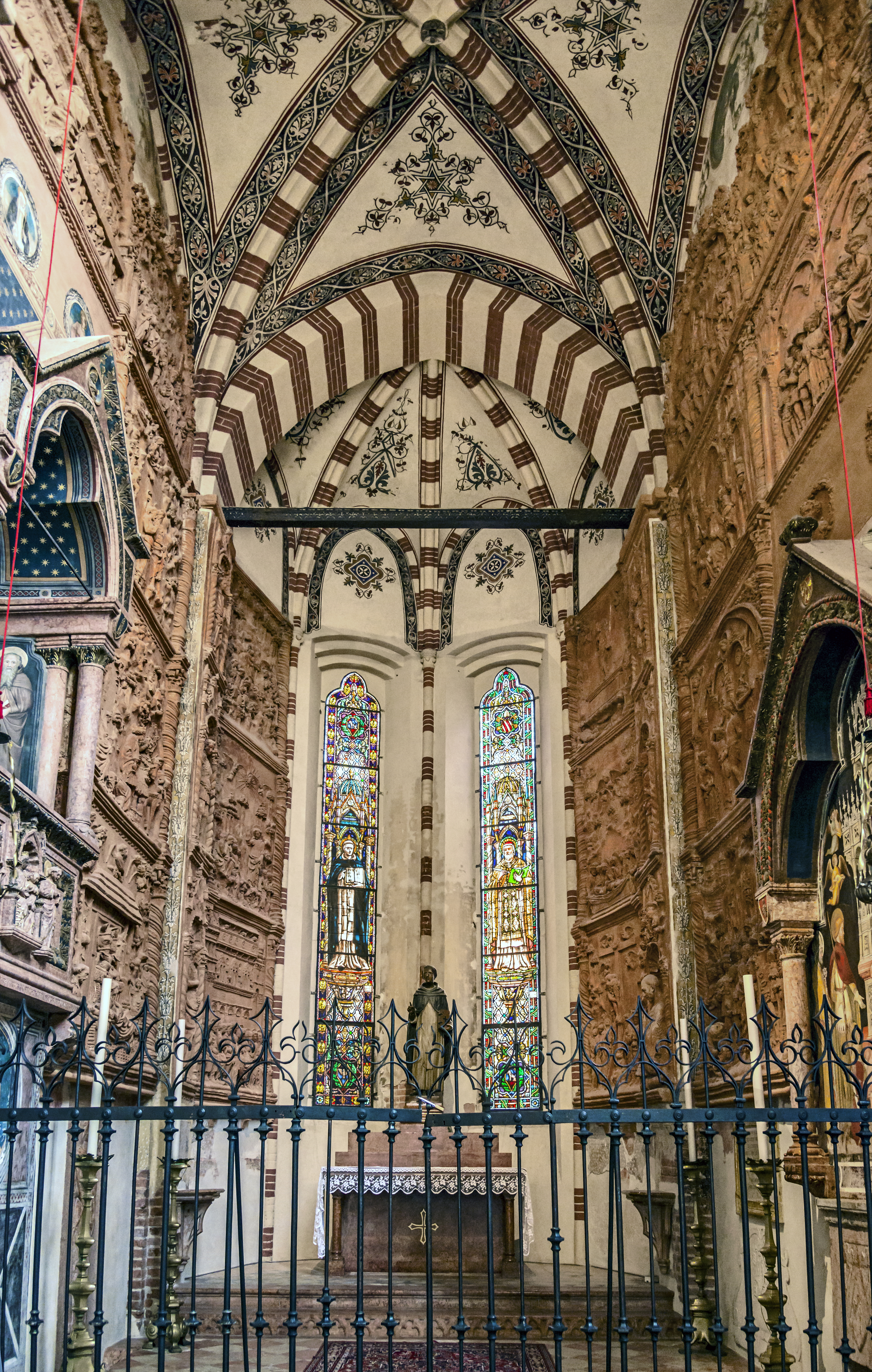
Cappella Pellegrini

La cappella Pellegrini, situata a destra della zona absidale, fu di proprietà dell'omonima famiglia, un'importante casata veronese che si nobilitò sotto la dinastia dei Della Scala. La cappella è celebre soprattutto perché contiene quello che è considerato il capolavoro di Pisanello, il San Giorgio e la principessa, affrescato tra il 1433 e il 1438 sulla parete esterna sopra l'arco di accesso. Il pittore di gusto tardo-gotico, operante nella società delle corti, ha evocato in questa sua opera un mondo favoloso e cavalleresco, utilizzando un tratto nitido ed elegante. Notevoli sono anche le 24 formelle di terracotta a rilievo, opera di Michele da Firenze e risalenti al 1435, in cui sono raffigurate diversi soggetti, tra cui scene della Vita di Cristo, figure di santi e del committente Andrea Pellegrini.
All'interno, appoggiato al muro di sinistra della cappella, vi è un sarcofago in marmo decorato con le insegne gentilizie della famiglia Pellegrini, adorno di sculture, in cui è sepolto Tommaso Pellegrini, che godette di particolare favore presso la corte scaligera. Sul listello superiore vi è, disposta su un'unica linea, un'iscrizione in cui si legge: «SEPVLCRUM NOBILIS VIRI. D. TOMAXII DE PEREGRINIS ET SVORVM HEREDVM QVI OBIT XVI IVNII MCCCLXXXXII». Il progetto architettonico si deve ad Antonio da Mestre mentre alcuni affreschi, raffiguranti in particolare il Pellegrini inginocchiato davanti alla Vergine con il Bambino e vari Santi, sono attribuiti a Martino da Verona. Sempre sul lato sinistro si nota il monumento sepolcrale a Guglielmo di Bibra, ambasciatore tedesco di Federico III d'Asburgo presso il papa Innocenzo VIII, morto a Verona nel 1490 mentre faceva ritorno a casa dopo una missione diplomatica a Roma.

##### Presbiterio (10)

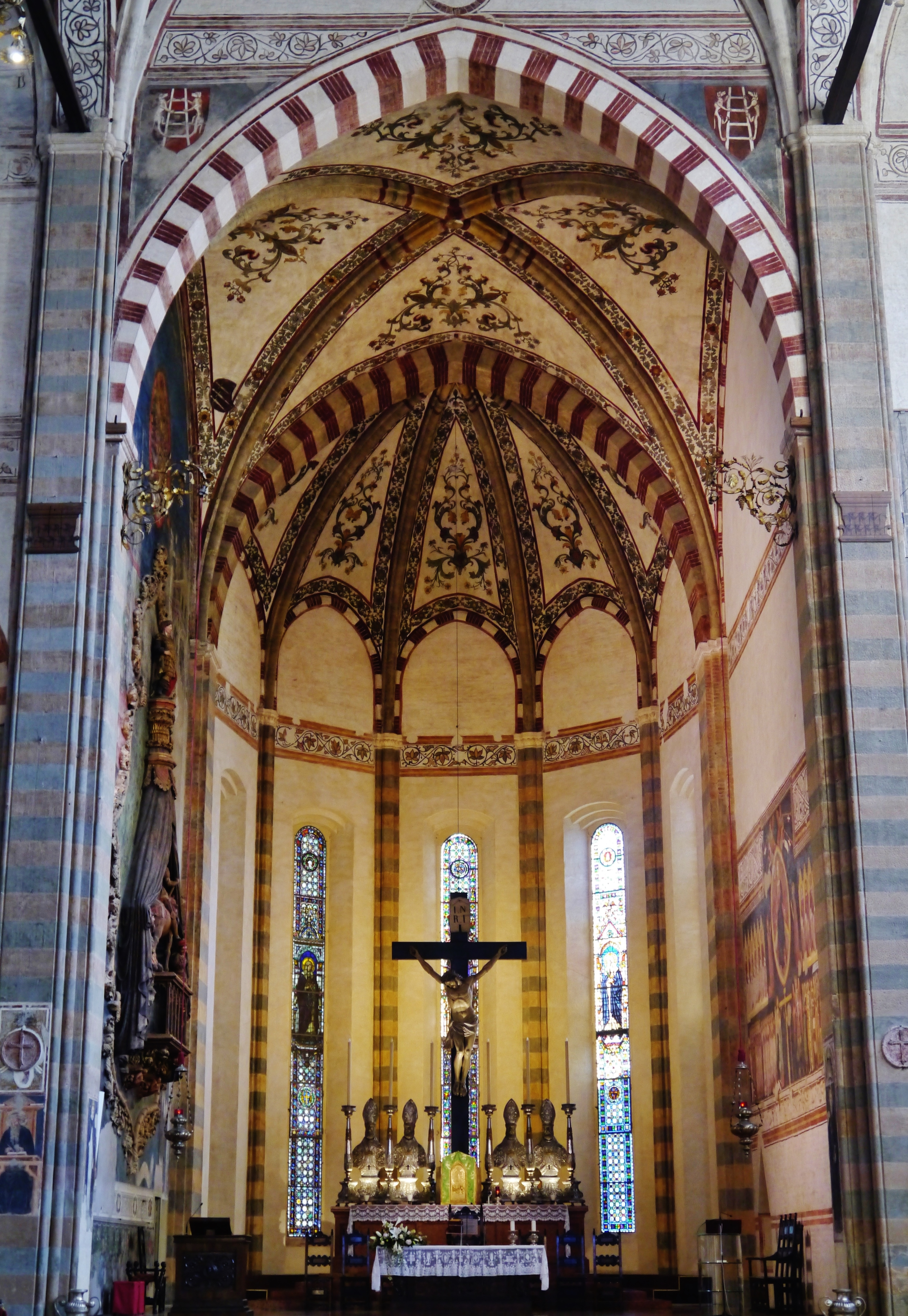
Il presbiterio con l'altare maggiore

Il presbiterio è rialzato di alcuni gradini rispetto al resto della basilica e occupa interamente l'area dell'abside maggiore, preceduta da una campata a pianta quadrata coperta con una volta a crociera; sulla parete di destra vi è il Giudizio Universale attribuito, con non pochi dubbi, a Turone di Maxio, mentre su quella di sinistra si trova il monumento a Cortesia Serego, condottiero ai tempi degli scaligeri. L'altare maggiore, intitolato a san Pietro martire, è in marmo giallo chiaro ed è stato realizzato e consacrato nel 1952; precedentemente era costituito da una pietra rossa che poi venne collocata alla base dell'altare moderno. Al centro della mensa si trova un semplice tabernacolo in marmo, posto il 22 marzo 1529 grazie ad Alessandro dal Monte che si sobbarcò le spese. Sopra di esso vi è un grande crocifisso ligneo dipinto.
L'abside è poligonale ed è illuminata da cinque alte monofore ad arco, chiuse da vetrate policrome risalenti al 1935, in cui sono raffigurati, da sinistra, San Tommaso, Santa Caterina da Siena, San Pietro martire, Santa Rosa da Lima e San Domenico di Guzmán. La monofora centrale venne temporaneamente chiusa poiché sopra di essa fu collocata una pala d'altare, non più presente, rappresentate il santo titolare. Sull'arco trionfale si trova lo stemma della famiglia dei Della Scala, che contribuirono sostanziosamente al finanziamento per la costruzione dell'abside.

###### Monumento a Cortesia Serego

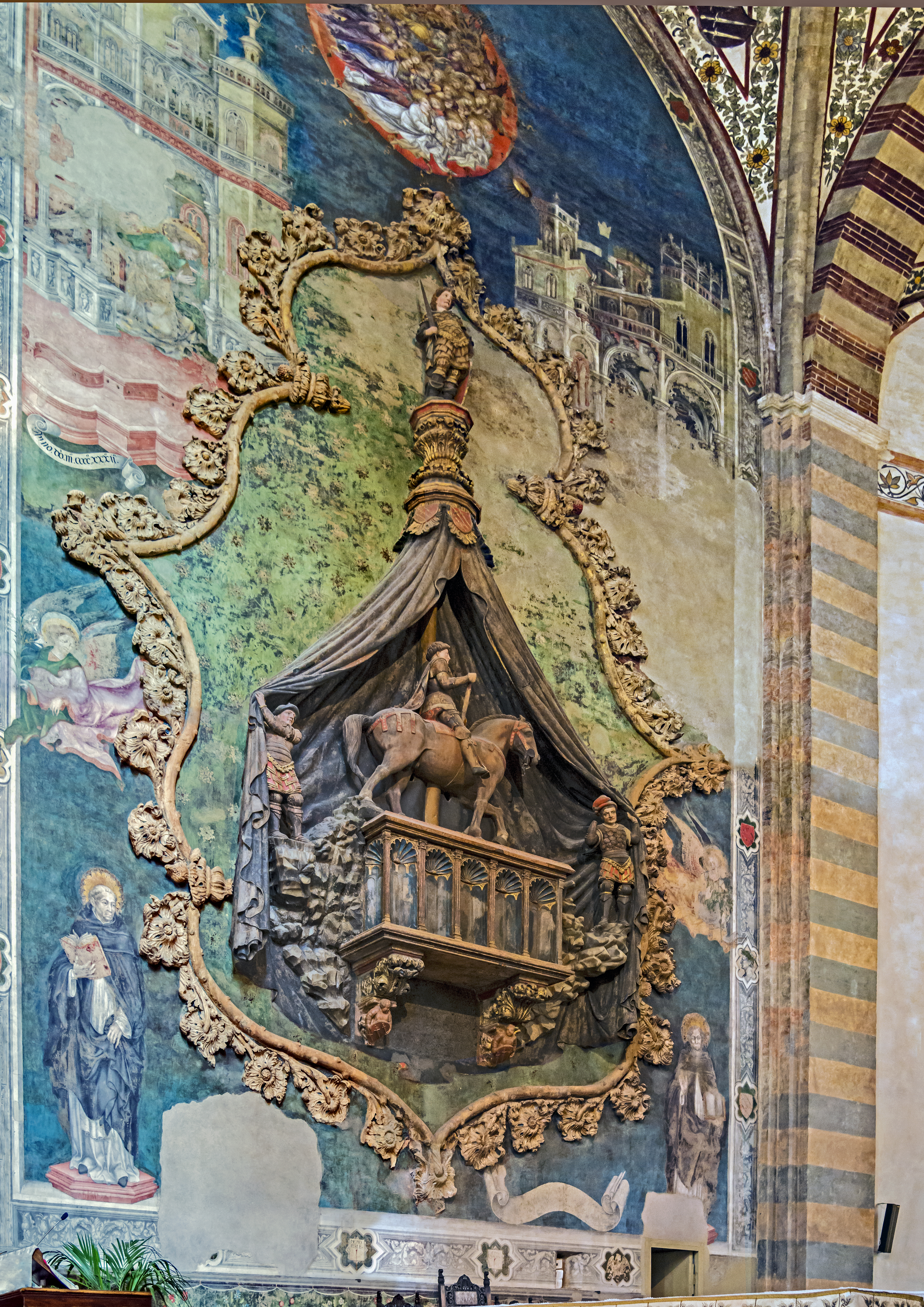
Monumento a Cortesia Serego

Sul lato sinistro del presbiterio, interessante opera per la commistione fra scultura e pittura, si trova il Monumento a Cortesia Serego. Il cenotafio è costituito da un nucleo centrale in cui spicca la figura di Cortesia a cavallo con l'armatura e che tiene in mano il bastone del comando. Cavallo e cavaliere sono posti sopra il sarcofago scandito da sette nicchie, cinque nella parte frontale e due laterali, e il tutto inserito all'interno di una pesante tenda lapidea scostata da due soldati. Sopra la tenda si trovano l'arma della casata Serego e una figura di guerriero non identificato.
Il monumento emerge da una specchiatura delimitata da un tralcio fiorito e risulta ben integrato con le altre raffigurazioni inserite all'interno del grande fregio in toni di grigio che incornicia la scena, quest'ultimo caratterizzato dalla presenza di stemmi gentilizi e da teste di imperatori romani; tra le rappresentazioni appena citate vi è, al centro di un elaborato ambiente urbano, un'Annunciazione inserita in una mandorla ove trova spazio il Padre Eterno avvolto da una nube di angeli, mentre in basso si trovano i due santi domenicani Pietro martire e Domenico sovrastati da due angeli recanti i loro simboli. Lo zoccolo del monumento rappresenta un velario affrescato che ricorda un arazzo millefiori.
La commissione di quest'opera si deve al figlio di Cortesia Serego, Cortesia il giovane, che nel 1424 stilò un testamento nel quale chiedeva di essere sepolto e ricordato con un monumento in Santa Anastasia anche se già nel 1429, in un nuovo documento, scrisse che il monumento eretto sarebbe stato a ricordo del suo onesto padre. Probabilmente esso fu scolpito da un toscano che da anni si era spostato in Veneto: Pietro di Niccolò Lamberti, tuttavia alcuni autori attribuiscono la sua esecuzione a Nanni di Bartolo. La parte affrescata, invece, potrebbe essere di Michele Giambono, artista veneziano.

##### Cappella Lavagnoli (11)

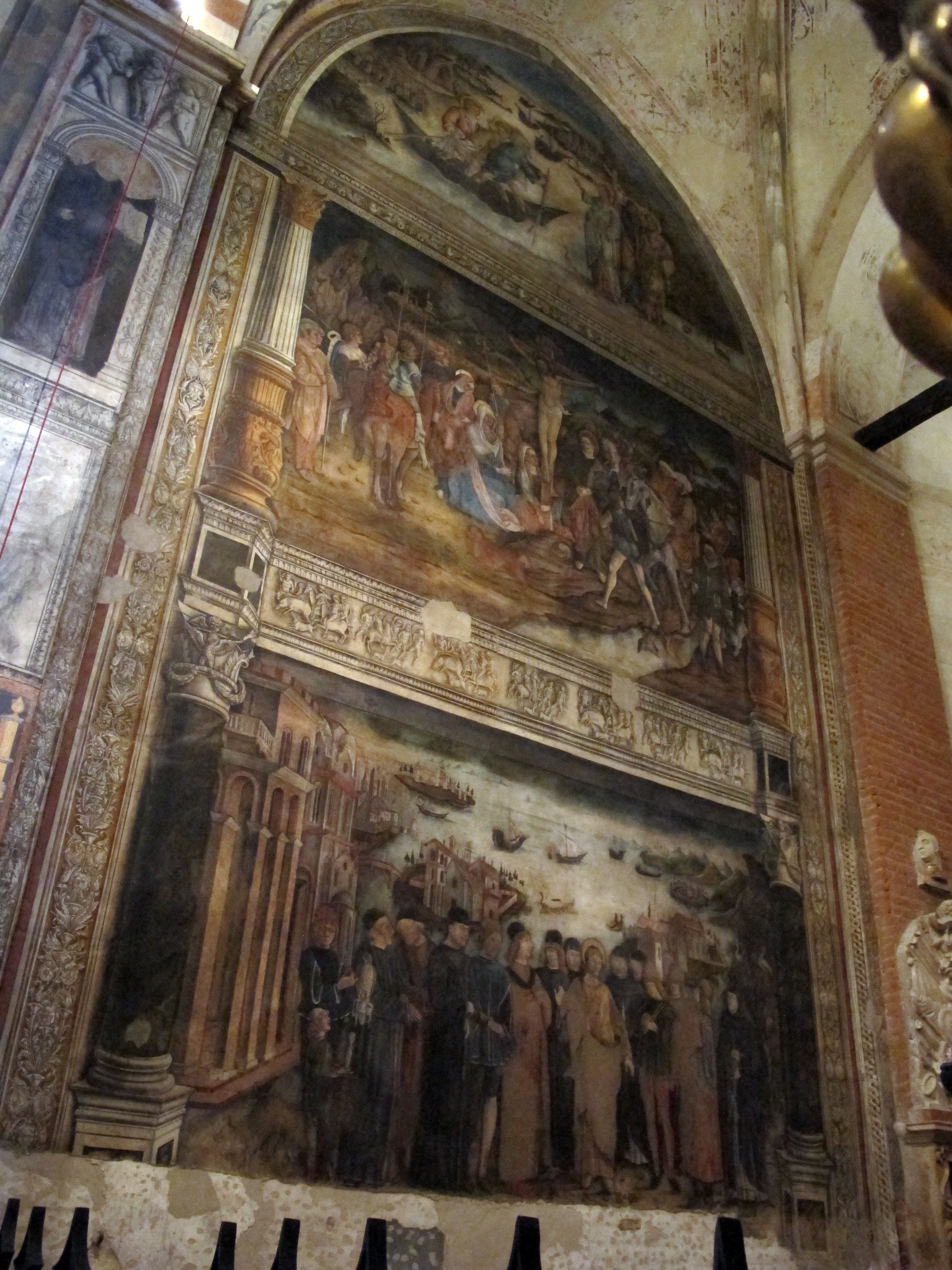
Cappella Lavagnoli, con il ciclo di affreschi Crocifissione e San Giacomo benedicente e apoteosi della famiglia Lavagnoli, attribuiti a Gian Maria Falconetto

La cappella è dedicata a sant'Anna, anche se fino al XV secolo il titolare era san Giovanni Evangelista. Le prime notizie risalgono a un testamento del 19 gennaio 1480, dove un canonico disponeva di essere qui sepolto. All'interno, appoggiato sulla parete di destra, vi è un elegante sarcofago in cui riposano le spoglie di Angelo e Marsilio Lavagnoli, adornato ai lati da due graziosi bambini che sostengono le insegne gentilizie della famiglia Lavagnoli, che aveva acquisito la proprietà della cappella nel 1480. Sul sarcofago vi è scolpita, in caratteri romani, un'iscrizione che dice: «ANGELO, LAVANEOLO, AVO, MARSILIOQ. / PATRI. EX. VTRIVSQ. TESTAMENTO / ANGELVS, ET IOANNES FRES. LAVA. / F. C. M. D. LXXX». Originariamente la cappella era dotata di un altare barocco, ora scomparso, oltre che della pala d'altare di Francesco Fabi, spostata nella cappella Giusti.
Il vasto intervento di restauro del complesso effettuato tra il 1879 e il 1881 riguardò anche questa cappella: fu proprio in tale occasione che venne rimosso l'altare barocco che ingombrava il centro della cappella, ma vennero pure riaperti gli antichi finestroni, così che la luce potesse nuovamente illuminare gli spazi interni. Il restauro permise, inoltre, di riscoprire alcuni affreschi che adornavano le pareti laterali: quelli di destra andarono quasi interamente distrutti per permettere la realizzazione del monumento sepolcrale dei Lavagnoli, mentre quelli di sinistra furono conservati. Si tratta di un ciclo di affreschi voluti per celebrare il potere della famiglia e raffigurano episodi della Vita di San Giovanni evangelista intervallati al centro della parete sinistra da una Crocifissione e da un San Giacomo benedicente e apoteosi della famiglia Lavagnoli. Questi ultimi sono opera di un giovane Gian Maria Falconetto (che probabilmente si autoritrasse), mentre il resto del ciclo è di autore ignoto, anche se la chiara origine mantegnesca delle pitture ha permesso di suggerire la mano di Francesco Benaglio o quella di Michele da Verona.

##### Cappella Salerni (12)

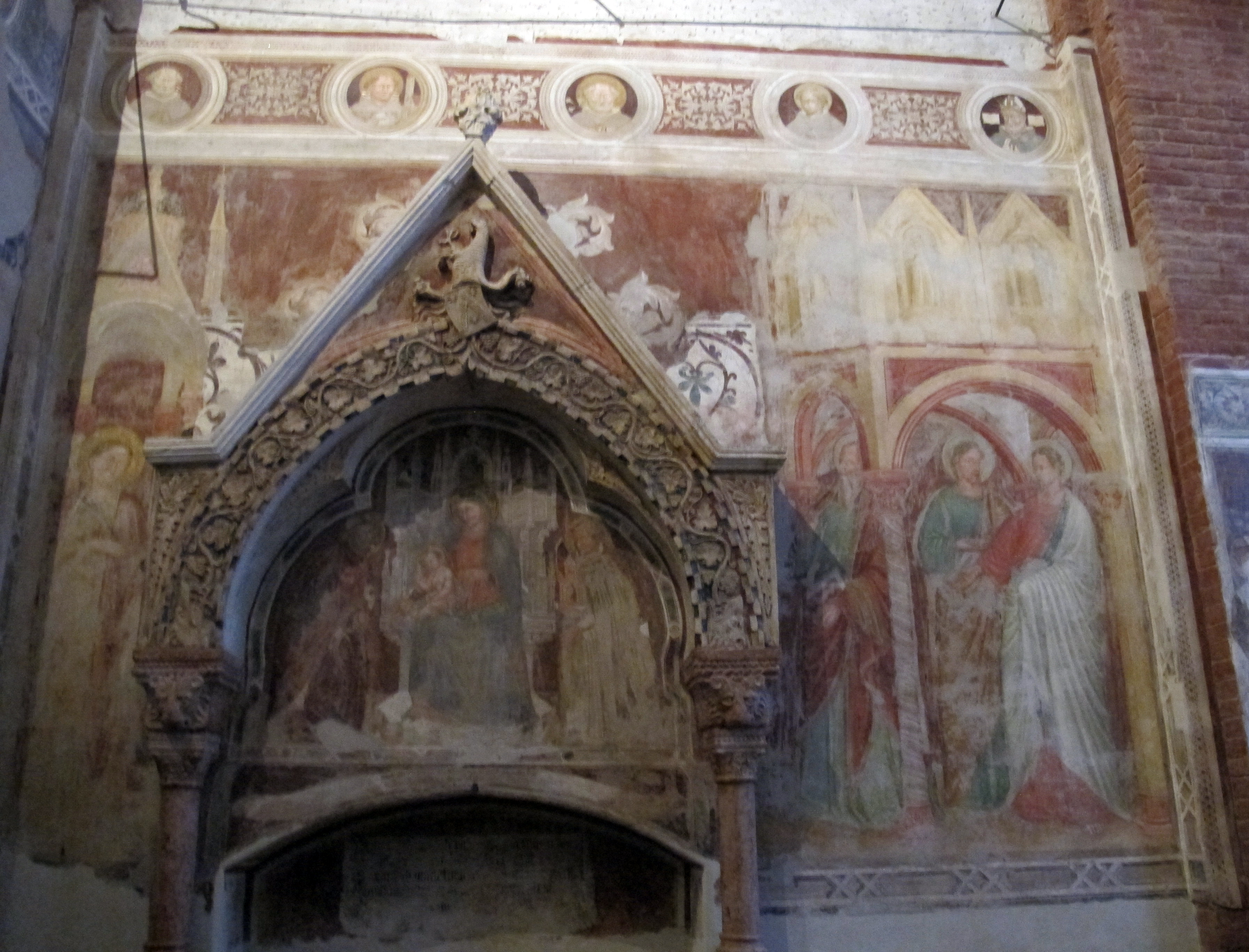
Cappella Salerni, con il sarcofago di Giovanni Salerni e gli affreschi di Stefano da Zevio

La cappella fu indicata come suo luogo di sepoltura nel testamento che Giovanni Salerni, esponente di una facoltosa famiglia veronese, redasse il 25 ottobre 1387. Già suo padre Dolcetto aveva disposto di essere sepolto penes ecclesiam Sancte Anestaxie. Successivamente la cappella passò all'Arte dei Molinari e dei Mugnai per poi ricadere in proprietà del convento domenicano. Sulla sinistra vi è posto un monumento sepolcrale realizzato in stile riferibile alla fine del XIV secolo, in cui riposano le spoglie di Giovanni Salerni, come si apprende dall'epigramma sepolcrale, capostipite del ramo veronese della famiglia e giunto in città dopo essere stato cacciato da Pistoia. Sul vertice dell'arco a sesto acuto vi è scolpita l'arma gentilizia dei Salerni sormontata dall'elmo.
La cappella conserva una serie di affreschi eseguiti fra la fine del XIV secolo e la prima metà del successivo. A sinistra si possono osservare i dipinti votivi realizzati da Stefano da Zevio, mentre a destra ve ne sono altri attribuiti a Bonaventura Boninsegna, discepolo di Giotto, tra cui Vergine tra i Santi. In fondo sulla destra si trova un altro affresco votivo opera di Giovanni Badile, ovvero il San Giacomo presenta alla Vergine un membro della famiglia Maffei. Anche questa cappella fu oggetto di importanti restauri nel corso dell'intervento ottocentesco, quando vennero ripristinate le antiche finestre e restaurate le pitture parietali, pulendole e liberandole dall'intonaco che le celava.

#### Navata di destra
Di seguito sono elencati gli altari e le cappelle che si trovano sulla navata di destra, procedendo dall'entrata verso la zona absidale.

##### Altare Fregoso (1)

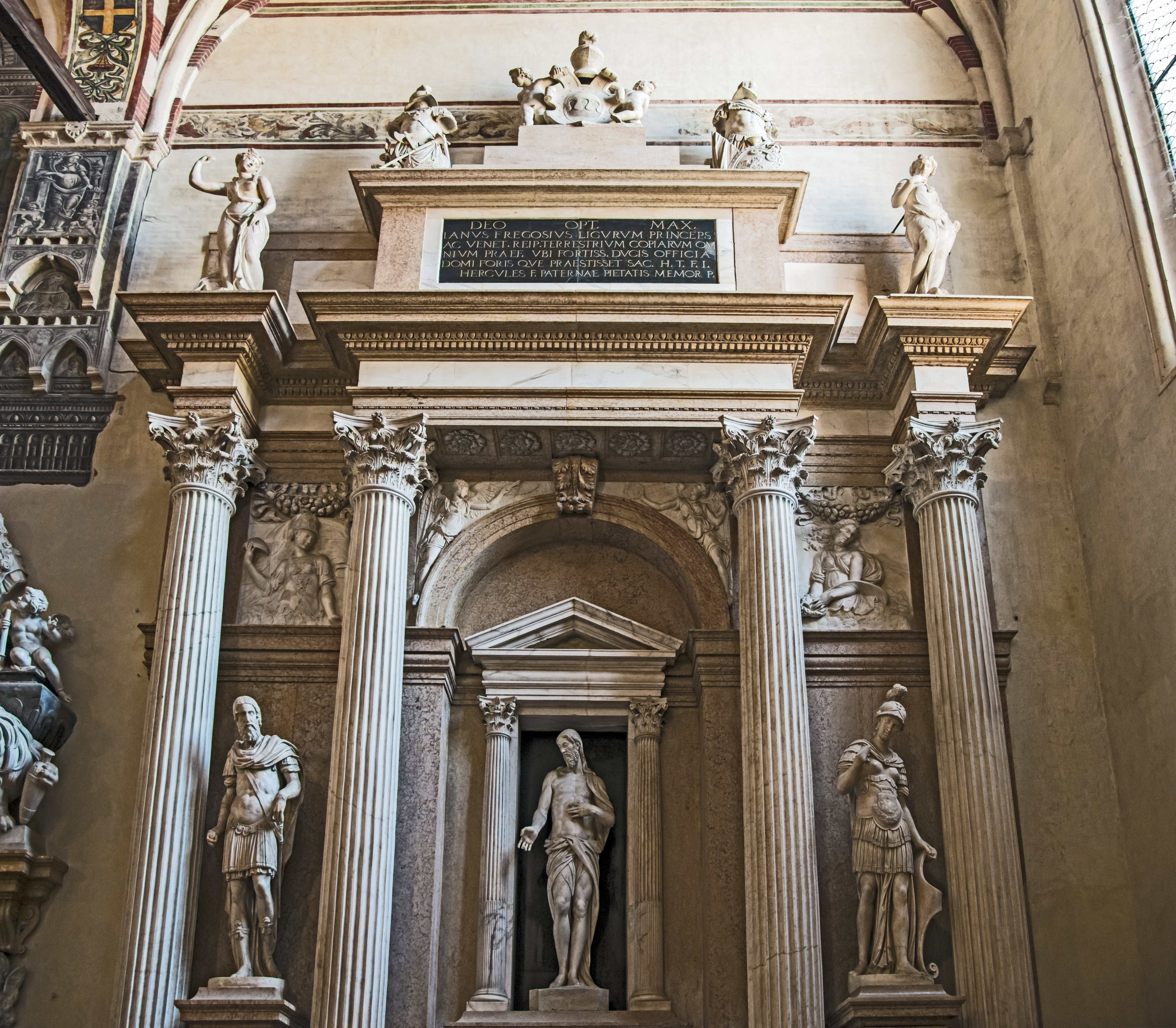
Altare Fregoso, realizzato da Danese Cattaneo

Il primo altare che si incontra sulla parete di destra del piedicroce è l'altare Fregoso. Realizzato nel 1565, sorge ove inizialmente vi era la cappella di Santa Croce, prima collocazione della tomba di Giansello da Folgaria. Il celebre altare, dedicato al Redentore (dunque conosciuto anche come "altare del Redentore"), edificato in memoria del capitano della milizia veneta, il genovese Giano II Fregoso, morto nel 1525, fu commissionato dal figlio Ercole allo scultore carrarese Danese Cattaneo, un discepolo del Sansovino. Alcuni studiosi hanno proposto che il disegno e le sagome del manufatto furono forniti da Andrea Palladio, amico di Cattaneo, tuttavia il dibattito in proposito non ha raggiunto una soluzione condivisa unanimemente. L'altare fu celebrato anche da Giorgio Vasari nella sua opera più nota, Le Vite. Egli fornisce anche una particolareggiata descrizione dell'altare, soffermandosi sull'arma gentilizia della famiglia, posta sul fastigio, contrassegnata dal motto «potius mori quam scedari» e adornata da due putti.
La configurazione dell'altare ricorda quella di un arco trionfale con quattro colonne libere di ordine corinzio. Tra le due colonne di sinistra vi è una statua che raffigura proprio il condottiero, mentre sulla destra ve n'è un'altra rappresentante la Virtù militare. La statua centrale, posta in un'edicola, rappresenta invece il Cristo redentore e sullo zoccolo è scolpita un'iscrizione che attesta la paternità dell'opera a Danese Cattaneo: «ABSOLVTVM OPVS AN DO M D LXV DANESIO CATANEO CARRARIENSI SCVLPTORE ET ARCHITECTO». Più in alto, sopra la trabeazione, altre due statue dai soggetti allegorici: Fama ed Eternità. Davanti all'altare fu scavata la tomba della famiglia sormontata da una pietra di forma ovale, dove venne incisa in una sola linea la seguente epigrafe: «HERCVLES FREGOSIVS IN QVO SVA POSTERORVMQ HVMANARENTVR OSSA M. P. C.» Sul muro vi è infissa un'erma posta alla memoria dell'abate Bartolomeo Lorenzi.

##### Cappella Manzini (2)

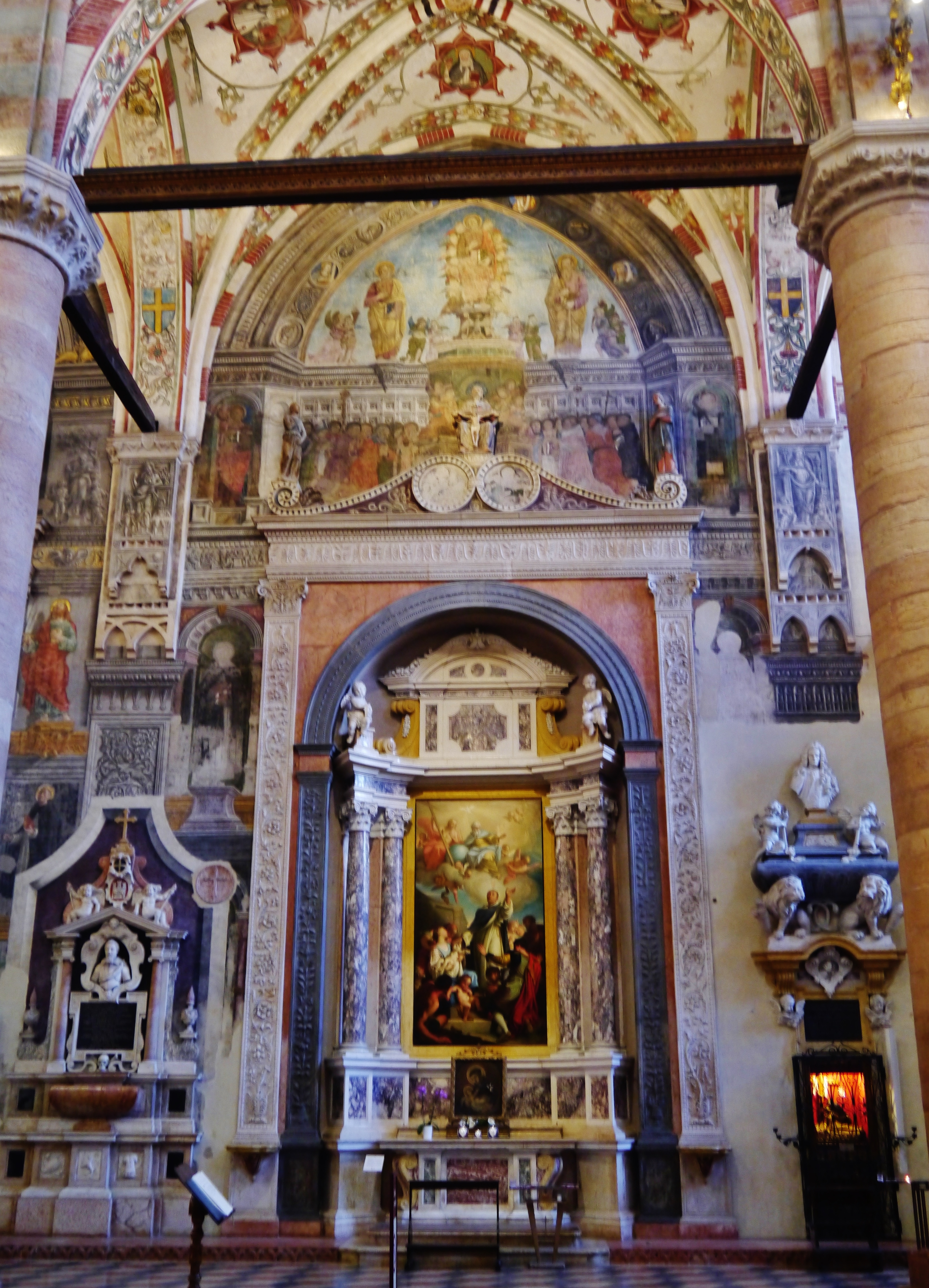
Cappella Manzini, con l'altare dedicato a san Vincenzo Ferreri

L'altare è dedicato a Vincenzo Ferreri, uno dei maggiori santi domenicani e per questo motivo conosciuta anche con il nome di "altare Ferreri". La sua edificazione si deve a Gian Nicola del fu Bartolomeo "da Manzinis" che la ordinò nel suo testamento, datato 15 ottobre 1482, nel quale stabilì anche la realizzazione del suo sepolcro a cui assegnò una dote annua di 25 lire. La pala d'altare, raffigurante San Vincenzo Ferrari risuscita un bambino, è opera di Pietro Rotari, mentre la fascia attorno è una realizzazione di Pietro da Porlezza, che assunse il compito intorno al settembre 1485. Intorno vi sono affreschi attribuibili ad artisti della scuola del Mantegna. Tra i soggetti raffigurati nelle nicchie si trovano Sant'Andrea, San Lorenzo martire e San Tommaso d'Aquino, al centro vi sono dei Devoti in preghiera e sopra, nella lunetta, dei santi circondati da angeli. Nella parte più in alto, a formare una cornice intorno alla lunetta, dei profili di Cesari ed effigi di figure bibliche.
Come si apprende dal testamento della vedova di Gian Nicola, in origine l'altare era ornato con le armi gentilizie dei Manzini e dei Maffei ed era dedicato alla Santissima Trinità. All'interno è custodito il sarcofago, opera di un anonimo scultore, del corso Francesco Maria Ornano, appartenente alla famiglia Ornano, morto nel 1613 a Vicenza. Nel 1700 gli eredi della famiglia lo cedettero ai devoti di san Vincenzo, i quali furono poi i committenti della pala di Rotari. A destra dell'altare, su muro, è posto un piccolo monumento a Vincenzo Pisani, podestà di Verona nella seconda metà del XVIII secolo, realizzato da Giovanni Angelo Finali su progetto di Adriano Cristofali.

##### Cappella Bonaveri (3)

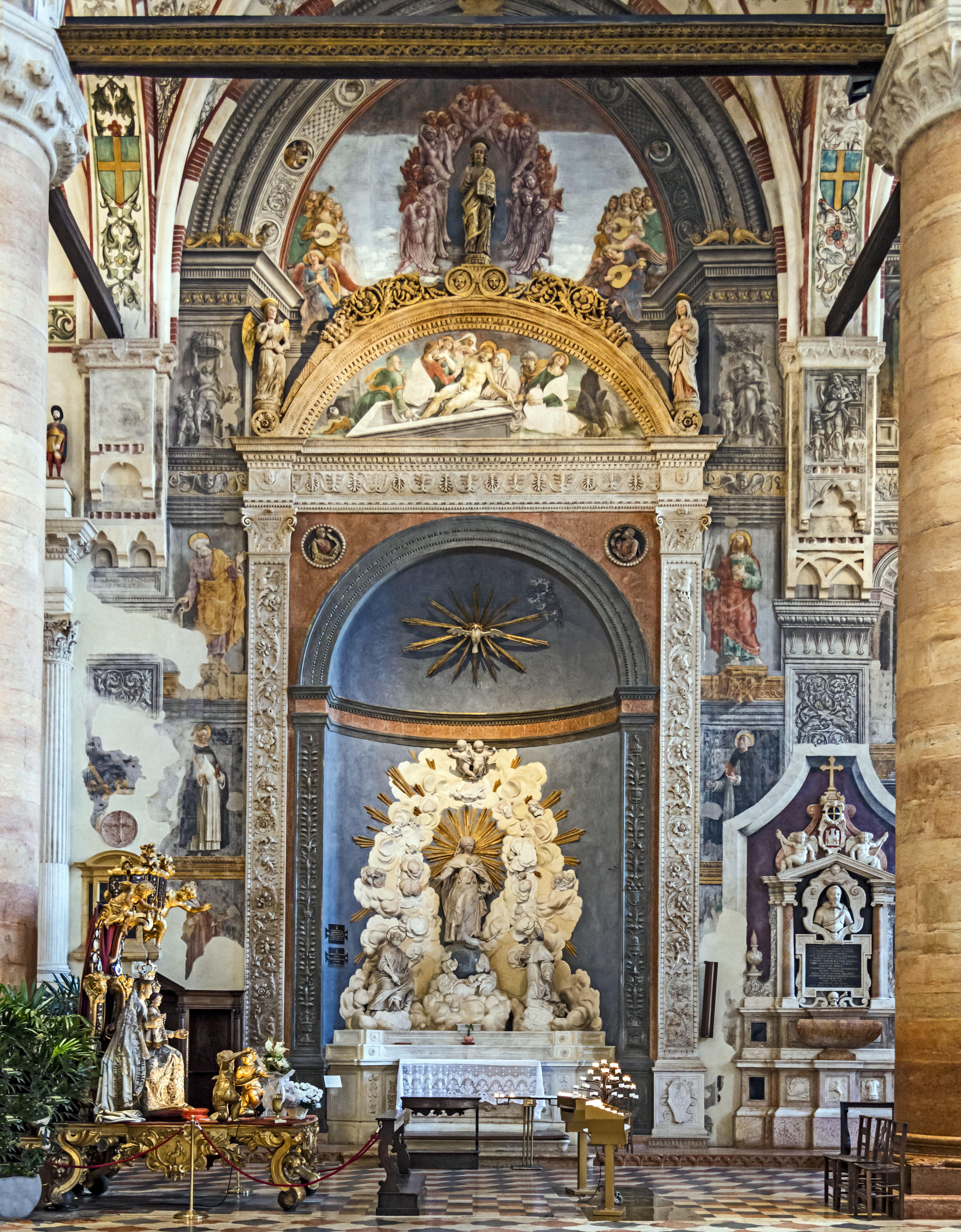
Cappella Bonaveri

Conosciuta anche come "altare Bevilacqua Lazise" o "dell'Immacolata Concezione", inizialmente era dedicata a Maria Maddalena ed era di proprietà, insieme alla relativa tomba, della famiglia Bonaveri, in quanto costruito su legato testamentario di Pietro Bonaveri. Il 3 agosto 1590 venne ceduto dal convento a Ottavio e Alessandro Bevilacqua per la cifra di 300 ducati, così lo stemma dei Bonaveri venne sostituito con quello della famiglia Bevilacqua. I bassorilievi della volta devono ascriversi alla fine del XV secolo, mentre l'affresco della lunetta è di Liberale da Verona, inserito in un timpano centinato. Il gruppo scultoreo dell'altare dell'Immacolata Concezione, Immacolata Concezione con i santi Antonio da Padova e Giuseppe, è un lavoro tradizionalmente attribuito al bassanese Orazio Marinali e venne qui trasportato all'inizio del XIX secolo dall'oratorio della concezione presso la ex chiesa di Santa Maria in Chiavica. Gli stipiti e l'arco sono realizzati in marmo con finissimi intagli del XVI secolo, forse opera di Pietro da Porlezza.
Ai lati della cappella, le pareti sono affrescate con dipinti di Liberale da Verona (1490 circa), riscoperti e restaurati verso la fine degli anni 1960. In queste pitture, realizzate con tecnica grisaille, sono rappresentate cinque figure di santi (a sinistra e dall'alto Pietro apostolo, Pietro martire, Lucia, a destra Paolo e Domenico) e due dal soggetto ignoto, poste tutte al fianco di una lunetta su diversi registri, in cui è contenuta una Pietà, sormontata dal grande dipinto Coro degli Angeli.

##### Altare Pindemonte (4)

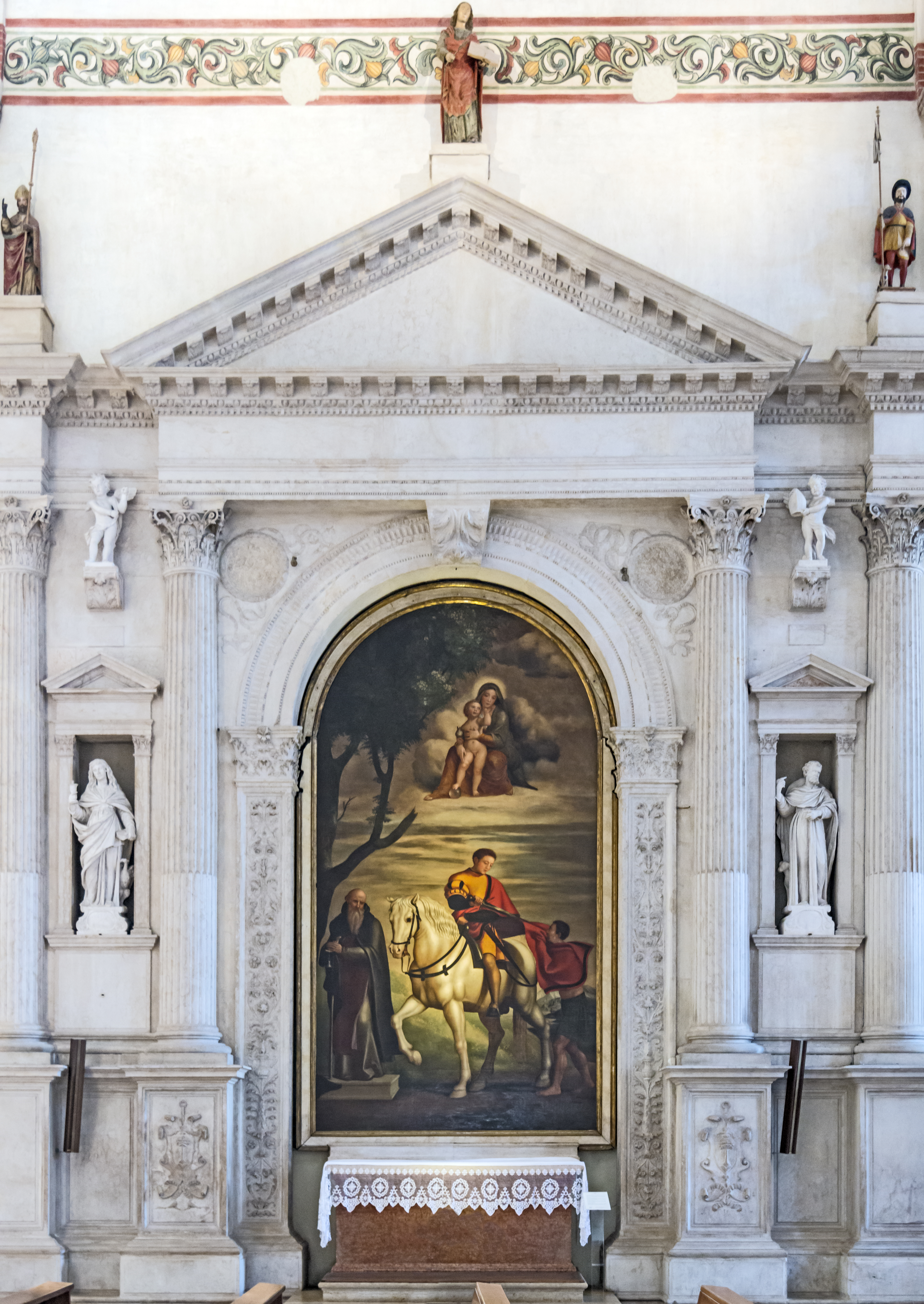
Altare Pindemonte, la pala è di Giovan Francesco Caroto

Dedicato a san Martino, venne realizzato nel 1541 per volontà di Florio Pindemonte, come si può leggere dall'iscrizione posta sulla tomba famigliare collocata nella parete di destra: «FLORIVS PINDEMONTIVS || NOBILITATE PRAEFVLGENS || JOANNI VENETORVM || MILITVM DVCTORI || INCLITO AC DESIDERATO || CARISS. FRATRIBUS || AEDEM HANC POSVIT || CVM SEPVLCRO || M D XLII».
L'altare, un'imitazione del fronte dell'arco dei Gavi, monumentale architettura romana di Verona, fu realizzato da un lapicida di cui si conosce solo il nome, Francesco. Il grande sarcofago di marmo rosso in cui era sepolto il vescovo veronese Pietro della Scala, su cui è scolpita una croce a rilievo, funge da altare. Nel 1828 venne seppellito nello stesso altare anche il poeta Ippolito Pindemonte, insieme ai familiari Fiorio e Giovanni. La pala d'altare, opera tarda di Giovan Francesco Caroto ascrivibile al 1542, raffigura San Martino in atto di donare il mantello al povero, con la Vergine in gloria, in cui si può distinguere uno dei celebri tramonti del pittore veronese. Caroto fu allievo di Liberale da Verona, dal quale derivò le tendenze formali e cromatiche, ma subì anche l'influsso del Mantegna; suo fratello Giovanni collaborò con lo storico Torello Saraina a un'opera che mirava alla riscoperta delle antichità cittadine, ciò fa supporre un suo contributo all'ispirazione del lapicida all'arco di epoca romana. Ai lati, inserite in nicchie sovrapposte da una trabeazione, vi sono due statue, San Giovanni evangelista e San Domenico, risalenti al XVIII secolo. Infisso al muro vi è un piccolo monumento realizzato in onore di Isotta Nogarola.

##### Altare Mazzoleni (5)

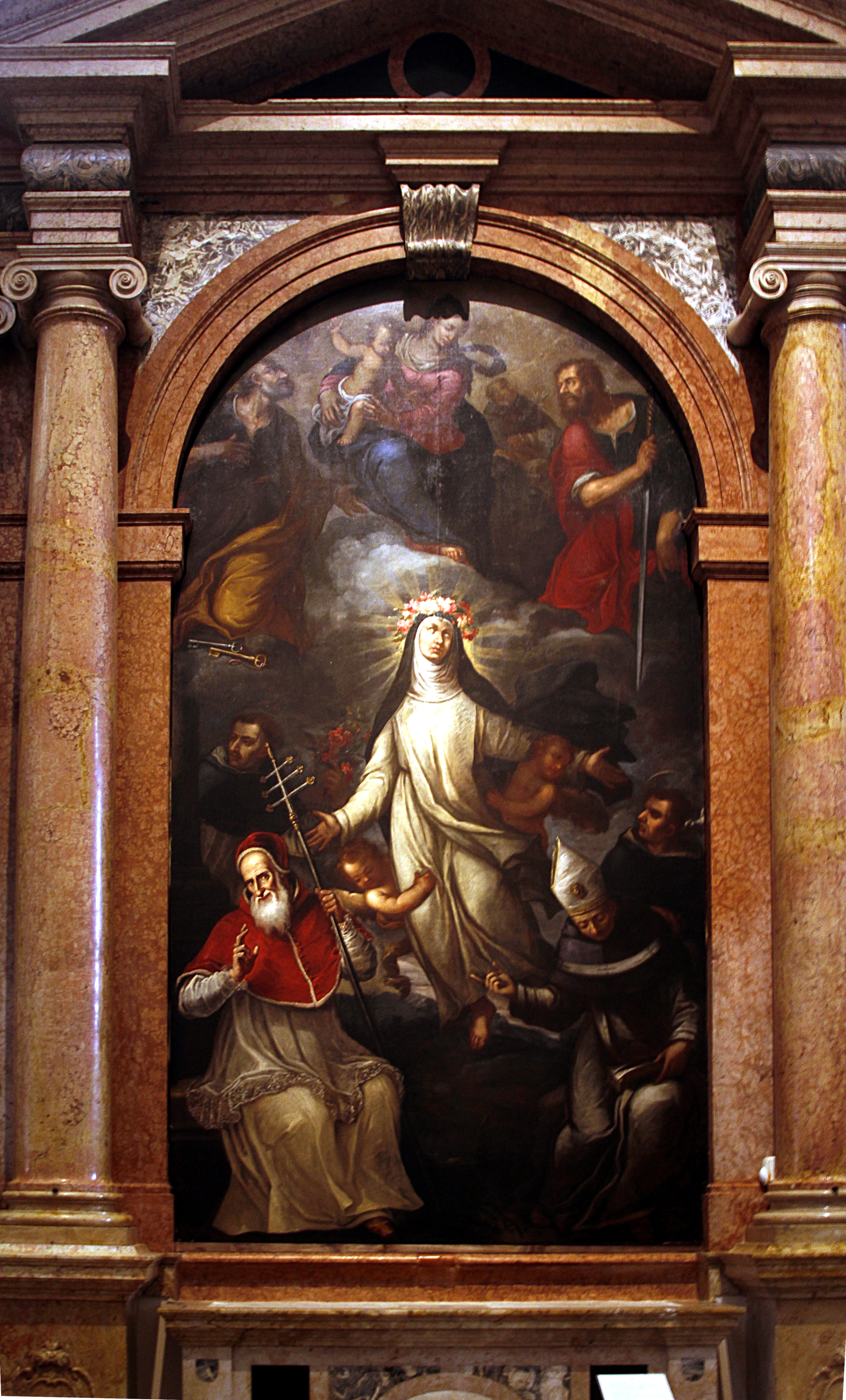
Altare Mazzoleni, con la pala Santa Rosa da Lima, dipinta da Giovanni Ceffis

Conosciuto anche come "altare Santa Rosa di Lima", è un altare barocco considerato da Carlo Cipolla senza una particolare importanza storica o artistica, ma più recentemente rivalutato. Come si legge su un piedistallo, accanto alle insegne gentilizie dei Mazzoleni, l'altare venne realizzato nel 1592. Sulla destra vi è la tomba, posta nel 1602, della famiglia committente ove sono sepolti i fratelli Giacomo, Bartolomeo e Francesco. Inizialmente, nel XVII secolo, era dedicato a san Raimondo di Peñafort ma già alla metà del secolo successivo venne intitolato a santa Rosa da Lima, beatificata nel 1668 da papa Clemente IX e prima santa canonizzata nell'America del Sud.
L'altare è costituito da due colonne libere di ordine ionico e in marmo rosso che racchiudono un'edicola sormontata da un timpano curvilineo. Si è ipotizzato che il progetto architettonico sia opera di Paolo Farinati o della sua bottega. Originariamente la pala d'altare era quella che oggi si trova nell'altare di San Raimondo e che venne iniziata da Felice Brusasorzi; l'attuale raffigura la santa titolare ed è opera dell'artista veronese Giovanni Ceffis, che la realizzò tra il 1668 e il 1688. Dietro all'altare vi è un reliquiario costituito da una serie di teche di cristallo.

##### Cappella del Crocifisso (6)

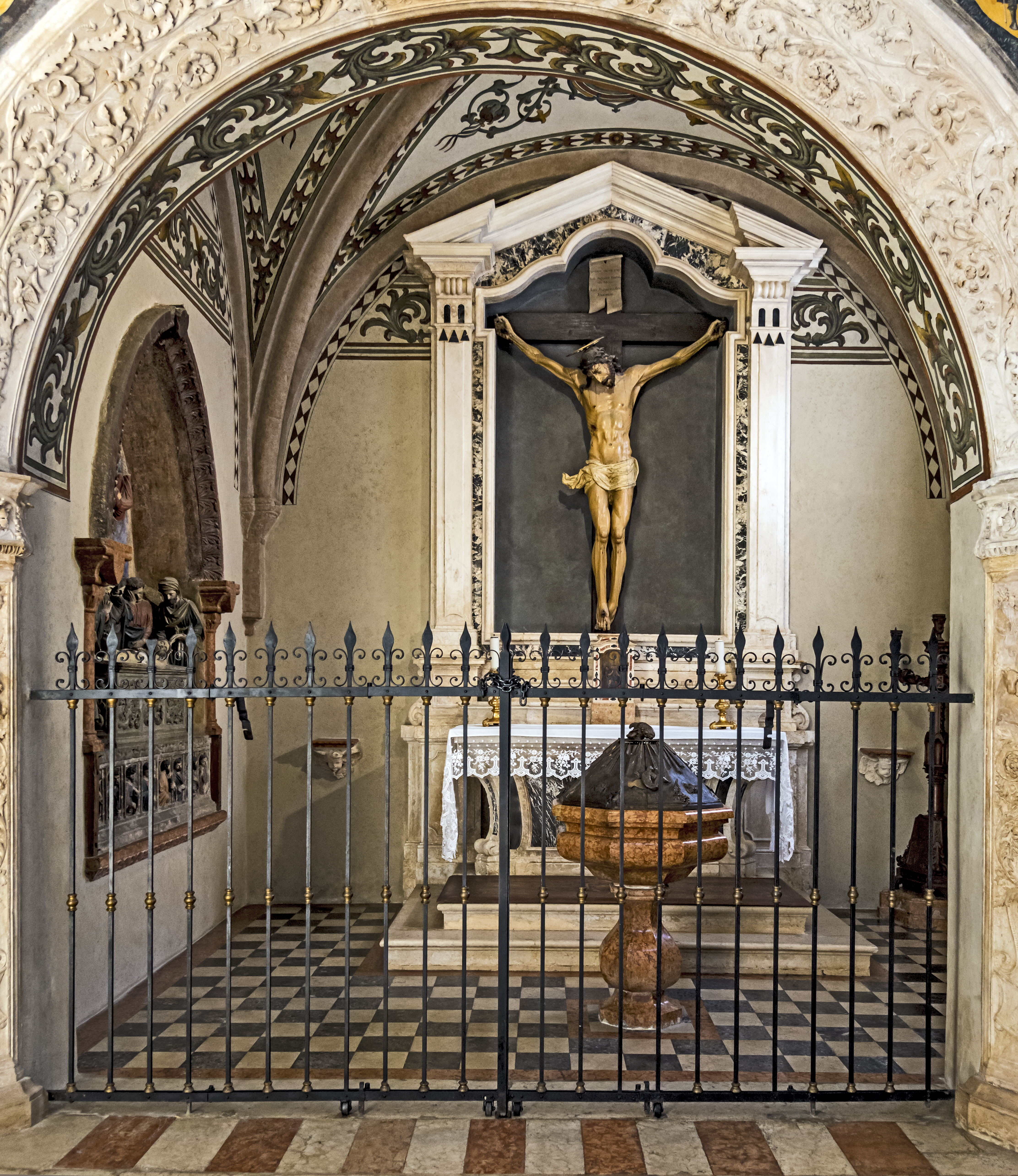
Cappella del Crocifisso

Alla fine del muro di destra del piedicroce, poco prima del transetto, si trova una piccola cappella realizzata con una volta a crociera con costoloni a cui si accede attraverso un arco a tutto sesto. All'esterno sono presenti decorazioni che si ritiene possano risalire al XIII secolo, che secondo lo storico veronese Simeoni non sono però vestigia dell'antica chiesa, posizione che non è da tutti condivisa. Altri autori, come Carlo Cipolla, vedono in questa cappella i resti di una costruzione non posteriore al secolo XIII che non aveva nessuna connessione con l'edificio attuale ma che si volle in ogni modo conservare per ragioni non note: la precedente chiesa di Santa Anastasia. Una posizione che però non è provata da alcun riscontro né storico, né architettonico.
Tornando all'interno, la cappella presenta un impianto tipico del XIII secolo: sul fronte vi è l'arco e dei pilastri che costituiscono un bell'esempio di scultura ornamentale veronese del secolo XV. Degni di noti dei particolari scultorei eseguiti con dovizia di particolari che rappresentano foglie, fiori, frutta e animali. Meno ricca di dettagli la scultura del monumento che risale a uno stile più antico, più vicino a quello tipico del Trecento. Il monumento sepolcrale che adesso è collocato sulla parete, anticamente si trovava al posto di dove oggi vi è l'altare Fregoso. L'iscrizione in caratteri gotici del XIV secolo che corre sul listello superiore dell'arca è la seguente: «S.IOANNIS.DCTI.IANEXELLI.DNI.BERTOLDI.QUI.FVIT.FOLGARIDA.DE.CLAVICA.VERONE». Il defunto qui seppellito, Gianesello da Folgaria, scrisse il proprio testamento il 10 novembre 1427 e in tale occasione fece dei legati a favore della costruzione del tetto della basilica, per la realizzazione di una cappella e di un altare. Oltre che la tomba di Giansello, la cappella accoglie anche le spoglie di Francesco Pellegrini che si occupò della sua ristrutturazione nel 1484.
Il Seppellimento di Cristo, realizzato in tufo dipinto da Filippo Solari, è in stile goticizzante. Sul suo basamento vi è un bassorilievo in cui sono scolpiti otto apostoli. Il Crocifisso ligneo, da cui il nome della cappella, è opera del XV secolo, mentre l'altare venne progettato da Ludovico Perini nel 1719, su commissione di Bartolomeo Pellegrini. Il fonte battesimale è realizzato in marmo rosso veronese.

##### Altare Centrego (7)

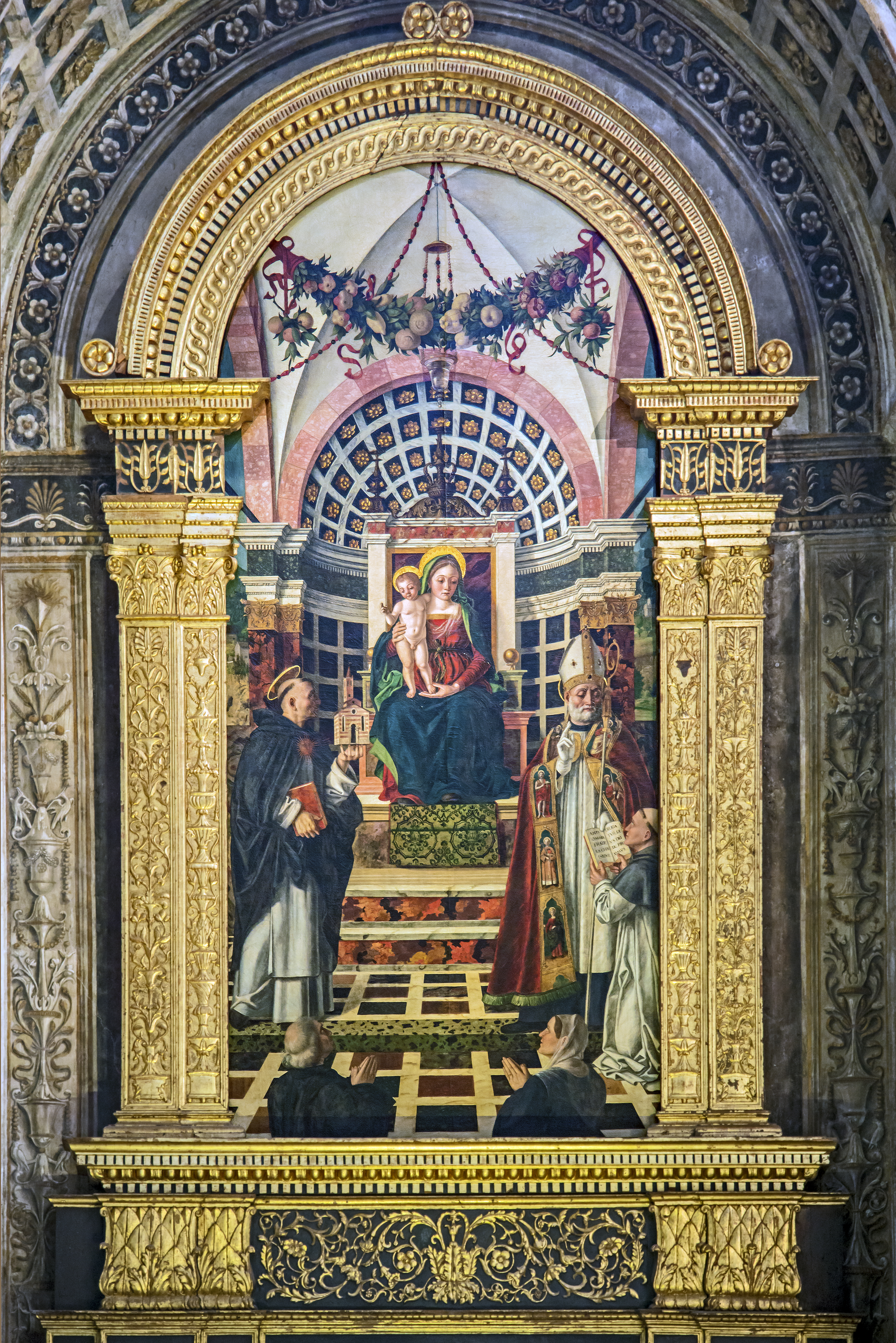
Altare Centrego, con la pala di Girolamo dai Libri

L'altare Centrego (dal nome della famiglia committente) venne costruito tra il 1488 e il 1502 in stile rinascimentale, per volere di Cosimo Centrego, come si legge nella scritta del frontespizio scolpita sull'arca: «COSMAS CENTREGVS VIVES DICAVIT». Dedicato a Tommaso d'Aquino, si trova di fronte alla sagrestia, sulla parete di destra del transetto. Per realizzarlo si dovette ostruire parte del grande finestrone di mezzo della crociera. La sua costruzione, molto probabilmente, è da collocare intorno alla fine del XV secolo quando venne ingrandito l'altare già presente. In occasione dei restauri del 1879-1881 venne parzialmente riaperto il finestrone grazie alla demolizione, per quanto fu possibile, del muro che lo otturava superiormente. La pala, Madonna col Bambino, san Tommaso d'Aquino, sant'Agostino e i donatori Cosimo Centrego e Orsolina Cipolla, venne dipinta nel 1502 da un giovane Girolamo dai Libri. La pala è inserita in un arco a tutto sesto delimitato da coppie di colonne poste su un pilastro.

#### Navata di sinistra
Di seguito sono elencati gli altari e le cappelle che si trovano sulla navata sinistra, procedendo dall'entrata verso la zona absidale.

##### Cappella Boldieri (19)

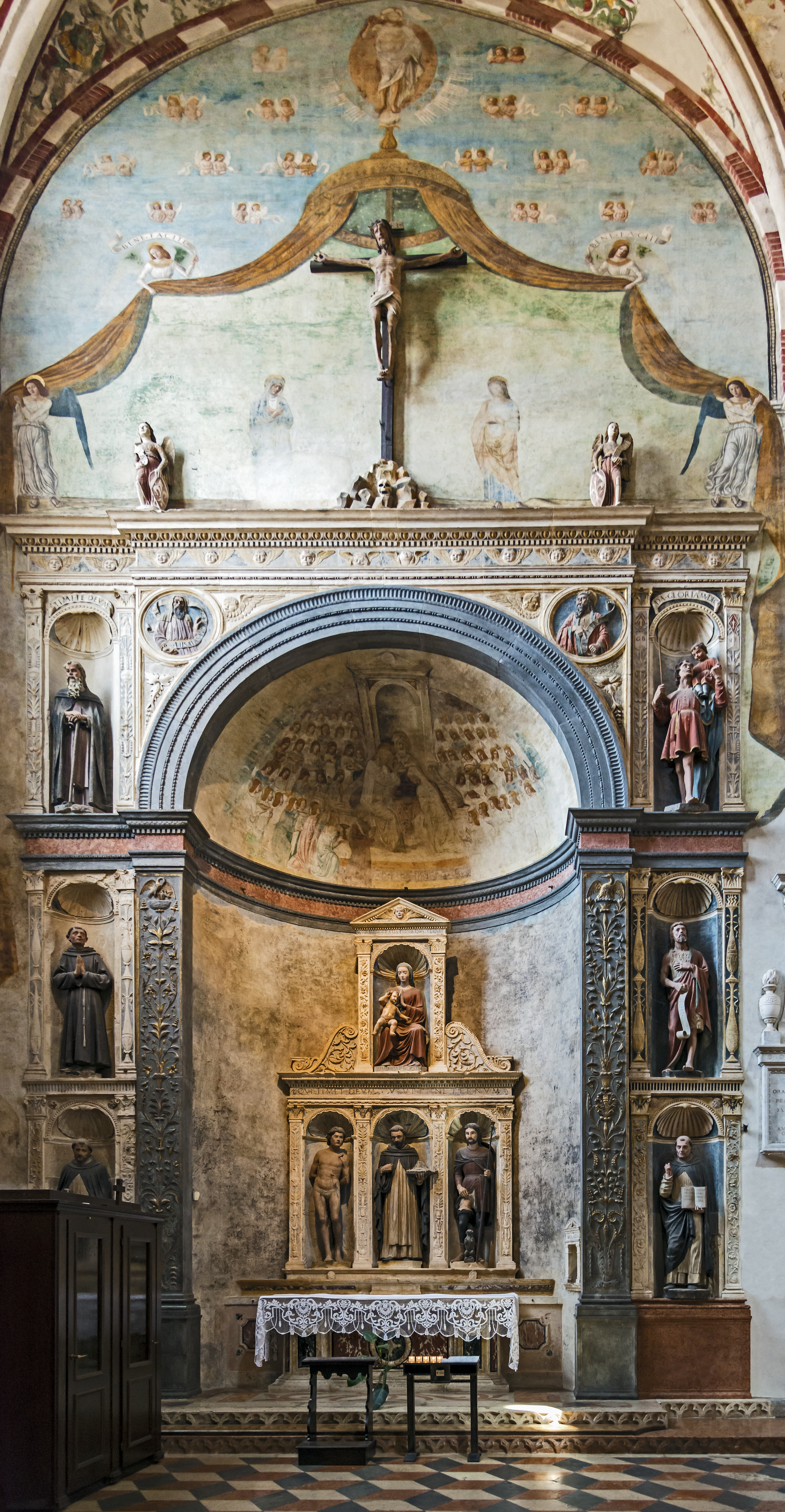
Cappella Boldieri

La cappella Boldieri, conosciuta anche come "altare di San Pietro Martire", risale alla metà del XV secolo ed è la prima cappella che si incontra sul lato sinistro del piedicroce entrando dal portone principale. Venne edificata per volere dal nobile Gerardo Boldieri, appartenente alla contrada di Santa Maria in Chiavica, che ordinò che qui dovesse essere sepolto. La sua arca funeraria venne posta alla sinistra dell'altare. Al di sotto del cenotafio vi è una lapide recante un'epigrafe.
La cappella è caratterizzata da un'ampia nicchia circoscritta da un arco trionfale e da paraste riccamente decorate. All'interno della grande nicchia vi è un altare risalente al XVII secolo sormontato da una pala d'altare plastica su due ordini, in cui in quello inferiore si trovano, da sinistra, le statue di San Sebastiano, San Pietro Martire e San Rocco, mentre in quello superiore vi è Madonna col Bambino. Ai lati delle paraste vi sono altre sei nicchie (tre per lato) contenenti statue di santi e precisamente, a destra partendo dal basso, San Vincenzo, San Giovanni battista, San Cristoforo, mentre a sinistra San Domenico, San Francesco, Sant'Antonio abate. Sopra la cappella vi è una trabeazione, abbellita da un fregio, su cui sono poste altre tre statue, ai lati due angeli che reggono uno scudo e al centro un crocifisso ligneo con ai lati, questa volta disegnate, Madonna e San Giovanni, il tutto sormontato da un baldacchino, sempre dipinto. Nel catino vi è l'affresco Incoronazione della Vergine.

##### Altare Faella (18)

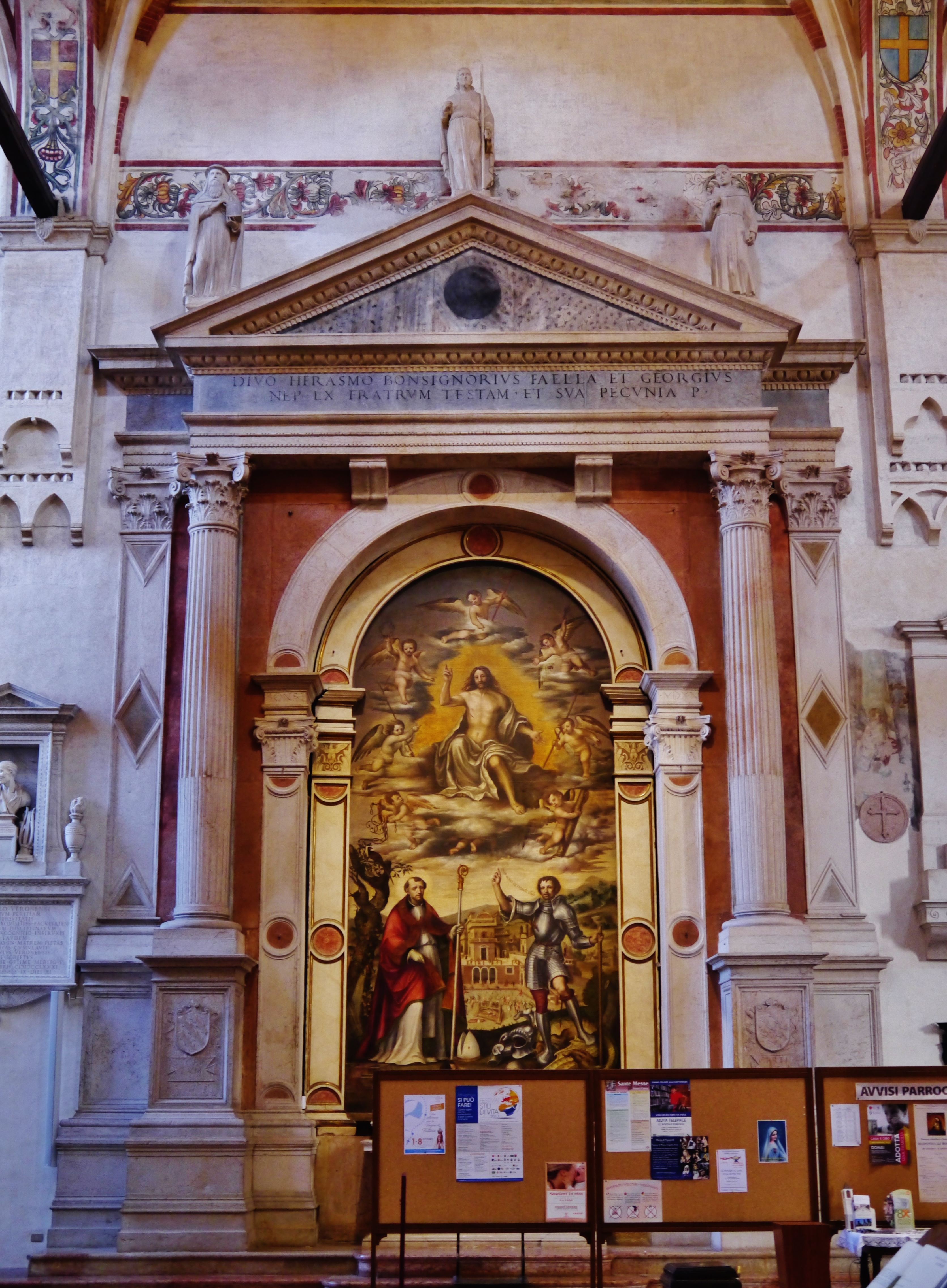
Altare Faella

Edificato nel 1520 per volontà di Bonsignorio Faella, inizialmente venne dedicato a san Giorgio mentre oggi il santo titolare è Erasmo di Formia, martire cristiano del IV secolo. Il materiale di costruzione è il marmo, principalmente di colorazione bianca ma anche con inserti rossi e neri. Sull'architrave vi è scolpita, in caratteri romani, l'epigrafe seguente su due linee: «DIVO HERASMO BONSIGNORIUS FAELLA ET GEORGIVS || NEPOS EX FRATRVM TESTAM ET SVA PECVNIA P». Sui fregi delle cornici dei pilastri vi è scolpita (metà in quello a sinistra, metà su quello di destra) un'altra iscrizione, da cui si è potuto determinare l'anno in cui l'altare venne eretto: «AERE SVO MDXX. || BONSIGMORIVS». Le armi gentilizie della nobile famiglia Faella vennero scolpite sui dadi dei piedistalli delle colonne esterne insieme al proprio motto «incertum certius» ("nulla è più certo dell'incerto"). La pala d'altare, di notevole pregio e dipinta da Nicolò Giolfino, rappresenta il Redentore tra i Santi Giorgio ed Erasmo. Nella parete è collocato il monumento funerario al matematico e letterato veronese Giuseppe Torelli, progettato da Michelangelo Castellazzi e scolpito da Francesco Zoppi.

##### Altare di san Raimondo di Peñafort (17)

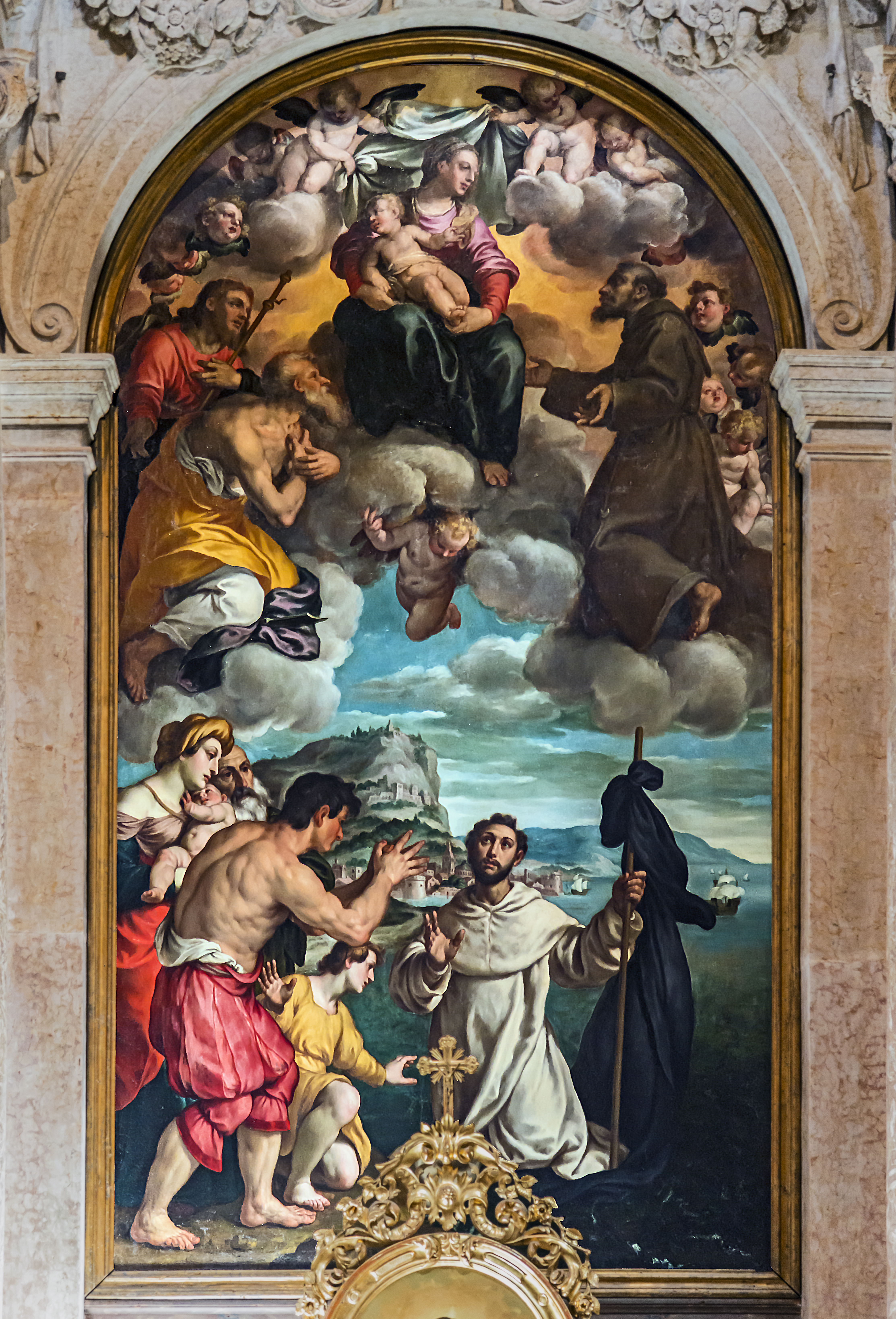
Altare di san Raimondo di Peñafort

Anticamente titolato da san Vincenzo martire, successivamente l'altare venne dedicato a san Raimondo di Peñafort, santo domenicano. La pala d'altare qui collocata venne iniziata da Felice Brusasorzi per poi essere terminata dall'allievo Alessandro Turchi; i due pittori rappresentarono la Vergine con i Santi Filippo, Giacomo, Francesco e Raimondo. Sul lato destro dell'altare, prima dell'altare Miniscalchi, v'è il sepolcro del matematico Pietro Cossali, progettato da Giuseppe Barbieri e realizzato dallo scultore Antonio Spazzi. Alla sinistra, sempre incastonato sul muro, vi è il monumento funerario al medico veronese Leonardo Targa, anch'esso scolpito da Antonio Spazzi e realizzato su progetto di Luigi Trezza.

##### Cappella Miniscalchi (16)

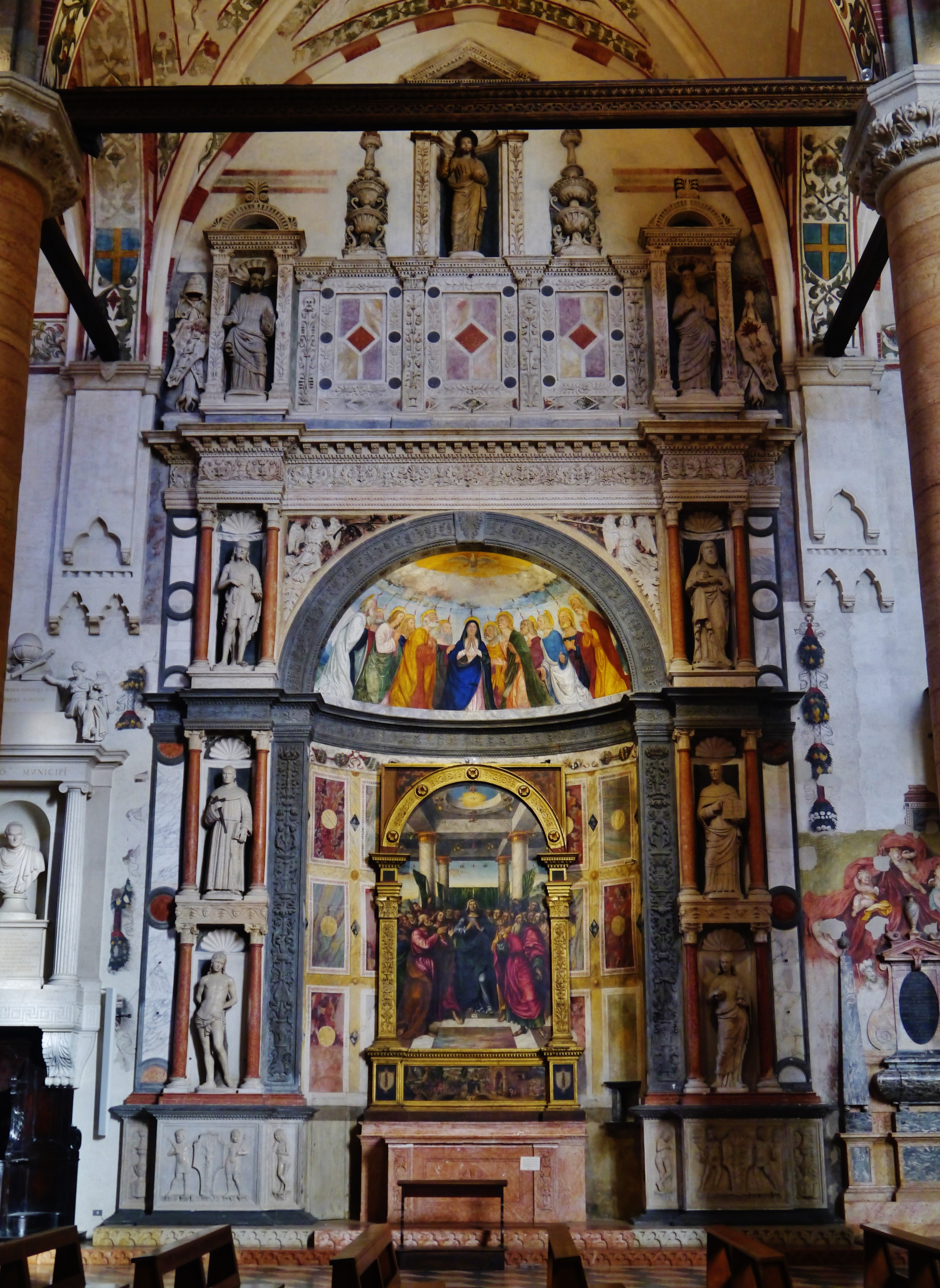
Cappella Miniscalchi

Detta anche cappella dello Spirito Santo, fu di proprietà della famiglia Miniscalchi, originaria della Lombardia e giunta a Verona negli anni della dominazione viscontea, a cavallo tra XIV e XV secolo. La costruzione dell'altare risale al 1436 e fu eseguita su progetto attribuito a Pietro da Porlezza mentre l'esecutore materiale fu un tale Mastro Agnolo; lo storico Luigi Simeoni ne parla come di una «meravigliosa opera della Rinascenza». La pala d'altare, in cui è raffigurata una Discesa dello Spirito Santo, è di Nicolò Giolfino che la firmò e datò 1518. Nella predella vi è un dipinto Predicazione di san Vincenzo Ferrer, sempre di Giolfino, mentre il catino absidale, dove è raffigurata una Pentecoste, è opera di Francesco Morone con l'aiuto di Paolo Morando (quest'ultimo conosciuto anche come "Il Cavazzola"). A sinistra vi è il sepolcro di Zanino Miniscalchi, capostipite del ramo veronese del casato; l'iscrizione è in caratteri gotici ed è posta sotto l'arma famigliare.
Ai lati, inserite tra colonnine con capitelli corinzi, vi sono sei nicchie (tre per lato) contenenti ognuna una statua raffiguranti i Santi Sebastiano, Francesco, Giovanni battista, Girolamo, Vincenzo Ferrer, Giovanni evangelista. Superiormente, due edicole laterali ospitano le statue dei Santi Pietro e Paolo mentre in quella centrale e timpanata vi è un Cristo benedicente. Prima della costruzione del pavimento, qui sorgeva una cappella dedicata alla Santissima Trinità. Nel Liber Possessionum si ha memoria di un dono fatto «pro dote altaris Trinitatis».

##### Cappella del Rosario (14)

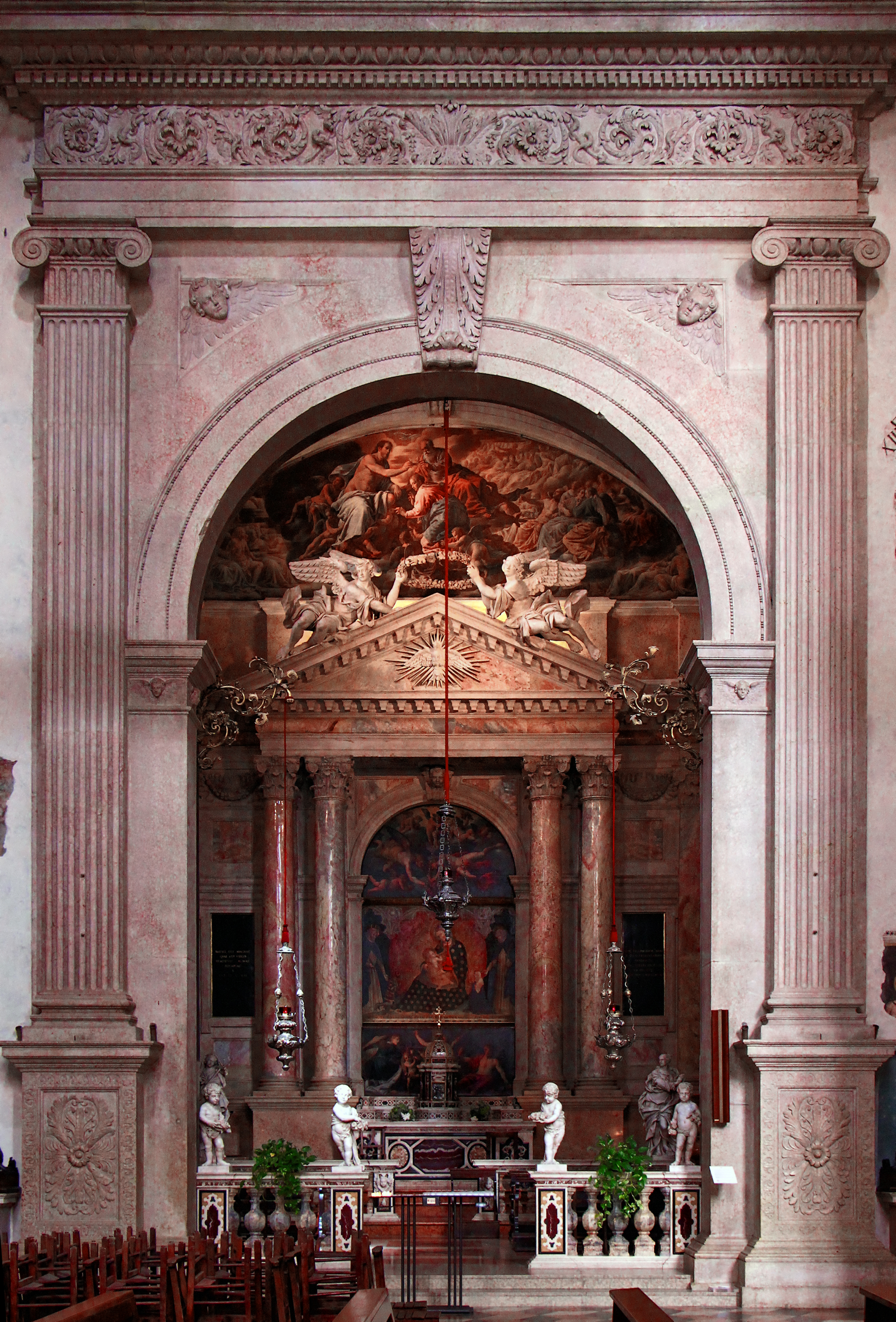
Cappella del Rosario

La cappella del Rosario venne ricostruita a partire dal 1585 per celebrare la vittoria di Lepanto del 1571 a cui la città di Verona aveva partecipato con tre compagnie di soldati. Il nome si deve all'istituzione della "Società del Rosario", una congregazione nata proprio allo scopo di onorare la vittoria e che si era impegnata a realizzare la cappella. Come si può leggere sull'iscrizione posta sulla facciata interna del portone, i lavori per la cappella terminarono nel 1596 per quanto riguarda la parte muraria mentre per il completamento dei rivestimenti marmorei si dovette aspettare il 1607. Il progetto è attribuito all'architetto Domenico Curtoni, nipote e allievo dell'architetto veronese Michele Sanmicheli, che concepì l'opera nel tipico stile del XVI secolo con alcune aggiunte barocche, anche se è stato proposto l'intervento di ulteriori progettisti. Alla cappella si accede attraverso un arco di ordine ionico con fregio coperto da girali.
Nella pala sopra l'altare è inserita la Madonna dell'Umilità con i santi Pietro martire e Domenico e gli offerenti. Il dipinto è attribuito unanimemente dalla critica del secondo Novecento a Lorenzo Veneziano, pittore attivo a Verona nella seconda metà del XIV secolo. La vergine al centro rappresenta molto probabilmente il primo esempio della diffusione di questo soggetto anche in terra veneta, qui declinato, piuttosto che nella versione più umile e "domestica" tipica del suo introduttore Simone Martini e dei suoi seguaci, in quella di "donna maestosa" sperimentata per la prima volta da Bartolomeo da Camogli: per quanto lactans e seduta a terra, appare infatti circondata da angeli a monocromo dorato risaltanti sul fondo rosso. Mentre i due santi sono facilmente individuabili dalle scritte accostate e dai loro attributi, i due donatori vengono tradizionalmente considerati due coniugi scaligeri regnanti; a seconda delle interpretazioni, potrebbero essere identificati in Mastino II della Scala e Taddea da Carrara oppure in Cangrande II della Scala e sua moglie Elisabetta di Baviera. Composta a imitazione di un trittico, era in origine, con molta probabilità, addossata al demolito coro a pontile della chiesa. Lungo i quattro bordi appare un'invocazione mariana incorniciata da una finta modanatura a dentelli, quest'ultima purtroppo parzialmente sacrificata dalle piegature della tela per adattarlo al nuovo altare. L'opera, già considerata un affresco staccato e riportato su tela, è stato confermata dal restauro del 2003 come originariamente dipinta a tempera su tessuto di lino, un esempio decisamente raro di questa tecnica nel Trecento.
Sulla parete sinistra della cappella un olio su tela della prima metà del XVII secolo raffigurante un Cristo orante nell'orto di Pietro Bernardi. Sulla parete di destra La Flagellazione di Cristo, realizzata nel 1619 da Claudio Ridolfi. L'altare è costituito da due gruppi a loro volta formati da quattro colonne composite e su di esso è posto un tabernacolo. La lunetta dell'altare è decorata con un'Incoronazione della Vergine di Marcantonio Vassetti. Sui pennacchi Giovan Battista Rossi realizzò nel XVIII secolo la Deposizione, mentre l'Annunciazione e l'Adorazione dei Pastori sono attribuite, rispettivamente, a Dario Pozzo e Biagio Falcieri. La cupola è abbellita con pitture di Marcantonio Bassetti raffiguranti l'Assunta e la Trinità. Ai lati dell'altare sono collocate due statue in marmo di Gabriele Brunelli, la Fede e la Preghiera (rispettivamente a sinistra e a destra). Sulla balaustra interna, realizzata tra il 1627 e il 1634, sono poste quattro statue raffiguranti angioletti, scolpite da Pietro da Carniola.

##### Cappella Giusti e sagrestia (13)

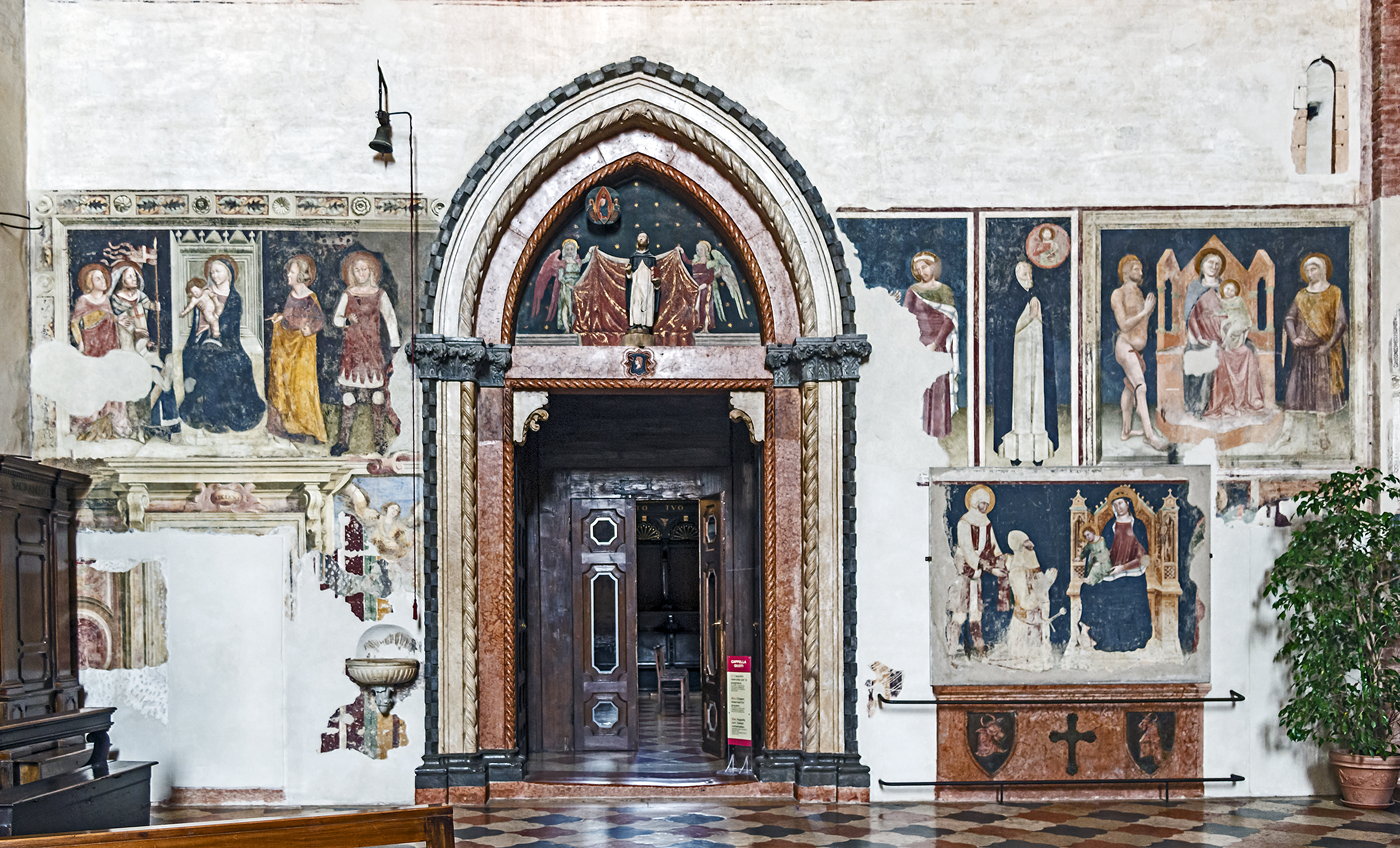
Entrata della sagrestia e alla cappella Giusti. A lato gli affreschi attribuiti a Boninsegna

Sulla parete di sinistra del transetto si apre la porta che conduce alla sagrestia, costruita nel 1453 dalla famiglia Giusti per ospitare anche la propria cappella funeraria, che ha trovato collocazione in fondo all'ambiente. Prima di accedervi, sulla parete interna alla chiesa, si possono osservare affreschi attribuiti a Boninsegna e tre tele in cui vi sono rappresentati Santa Cecilia, il Miracolo di San Giacinto e Deposizione e San Paolo, San Dionigi, la Maddalena e Devoti, rispettivamente di Turchi, Farinati e Morone. Varcata la porta, sopra di essa si trova un'iscrizione in caratteri romani che ricorda l'edificazione della sagrestia. Sempre sulla porta vi è un grande quadro rappresentate il Concilio di Trento di Biagio Falcieri, pittore del XVII secolo.

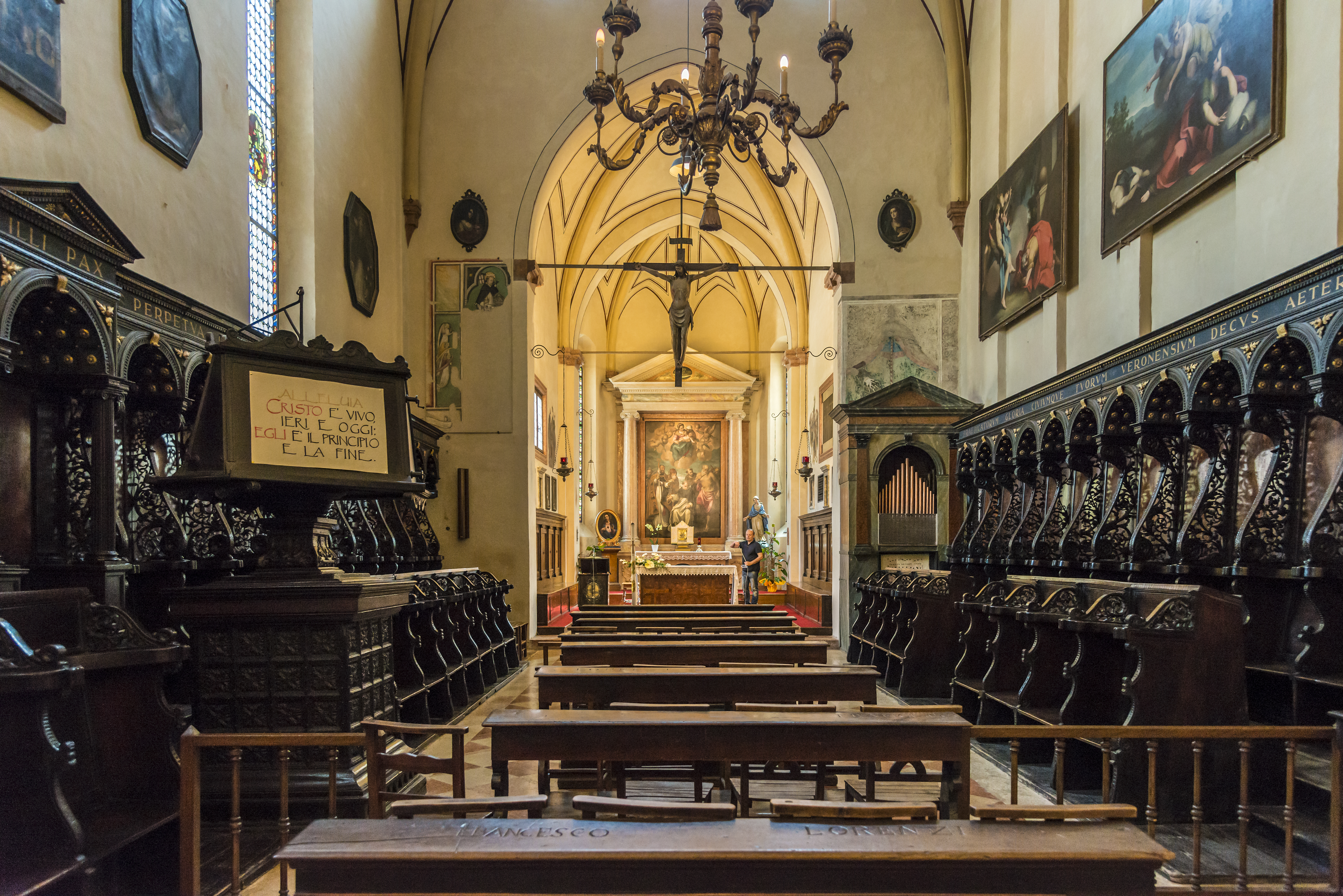
Sagrestia e, in fondo, la cappella Giusti

La cappella e l'altare vennero rinnovati dopo più di un secolo e mezzo, nel 1598, per cui nulla rimane dell'aspetto originale. Sappiamo comunque, grazie al testamento del 15 luglio 1644 di Roberto Giusti, che fin dall'inizio il santo titolare era san Vincenzo Ferreri. Sul frontespizio dell'altare vi è una breve iscrizione dedicatoria: «DEO || B. MARIÆ VIR || AC VINCENTIO». Una grande lapide sulla parete destra di chi entra conserva la memoria della rifabbricazione del 1598. La pala d'altare venne realizzata da Felice Brusasorzi e vi sono raffigurati alcuni santi insieme alla Vergine e a san Vincenzo. A terra, al centro della cappella, vi è una triplice tomba del XVI secolo in cui ciascuna delle tre pietre è ornata dell'arma della famiglia Giusti, che peraltro appare, dipinta o scolpita, in molti altri luoghi della sagrestia. Al centro della sagrestia vi è un'ulteriore sepoltura del 1793. Le due grandi vetrate, ancora oggi ben conservate anche grazie a un restauro avvenuto nel 1969, sono di grande valore essendo attribuite all'incirca al 1460, rendendole quindi le più antiche che si possano trovare in Verona. Esse sono caratterizzate dai colori bianco, verde e rosso, con ornati semplici e senza figure.

### Esplicative
1. ↑  «In finibus comitatus Veronensi, in loco et funde Ilasce, prope eclesia sanctae Iustinae». In Cipolla, p. 2.
2. ↑  Sul diploma di donazione vi era indicato: «quam fratres dominicani aedificant in civitate Verone». In Castagnetti e Varanini, 1991, p. 581.
3. ↑  Si ritiene che Guglielmo da Castelbarco contribuì alla costruzione di altre chiese veronesi, come San Fermo e Santa Eufemia. In Cappelletti, 1970, p. 10.
4. ↑  Nel corso degli anni ci furono diversi tentativi di portare a termine la facciata. Il 2 marzo 1428 il consiglio dei Dodici deliberava il suo completamento («in pulcriori, decentiori ac meliori modo et opere, et presertim de lapide vivo et figuris») affidandone i lavori, il 6 marzo dell'anno successivo, all'ingegnere Giovanni Matolino. Difficoltà nel reperire i fondi necessari non permisero di portare a termine il progetto. In Marini e Campanella, 2011, pp. 25-28.
5. ↑  Iniziando dall'alto del pilastro ultimo a sinistra di chi guarda, si leggono le seguenti iscrizioni:

  1. «E TECTO . CADENS . CRVRA . FREGIT . SEX || ANNOS . IACET . DATO . VOTO . MOX . AMBVLAT»
  2. «QUIBVS . PERIMOR . VLCERIBUS . ORANS || AD SEPVLCRVM . ATATIM . LIBEROR»
  3. «VIVENS . SECTVM . GLVTINO . PEDEM || IACENS . NAVFRAGIA . VETO»
  4. «PLVTO . IN . MARIAM . FORMATVS || VIAICO . VISO . STATIM . ABIT»
  5. «EX . COMO . MEDIOLANVM . REDIENS || INTINERE . OCCIDOR»
  6. «SYRIO . ARDENTE . DVM . PREDICO || AER . IN . NVBES . ME ORANTE . COIT»
6. ↑  Gran parte della storia delle campane di Santa Anastasia si è potuta ricostruire grazie ad un diario manoscritto custodito presso la biblioteca civica di Verona redatto da tale Luigi Gardoni, popolano che si definì «calzettar, suonador de campane e maestro de campanò». In Carregari, Carrara, et al., 1976, p. 10.
7. ↑  Altichiero a Verona aveva anche realizzato un ciclo di affreschi nel Palazzo Scaligero, ora perduti.
8. ↑  Il testamento dispone che la sua sepoltura fosse «ante altare dicte capelle acquisite per ipsum testatorem a monasterio et fratribus dictorum fratrum Predicatorum». Vengono inoltre disposti duecento ducati d'oro per la sua realizzazione. In Marini e Campanella, 2011, p. 151.
9. ↑  Vasari scrive: «Questa carta è stata lodata sommamente da infiniti che l’hanno veduta, e particolarmente dal Danese da Carrara, che la vide trovandosi in Verona a metter in opera la capella de’ signori Fregosi, che è cosa rarissima fra quante ne sieno oggidì in Italia». Giorgio Vasari, Le vite de' più eccellenti pittori, scultori e architettori.
10. ↑  A proposito di tale opera, Vasari ne Le Vite, ebbe a dire: «fatto vecchio cominciò a ire perdendo nelle cose dell'arte».
11. ↑  Simeoni argomenta che non si tratta della chiesa antica a meno che non si volesse supporre che i frati che qui hanno vissuto tra il 1260 e il 1290 avessero trovato il tempo di rifabbricare in parte la vecchia chiesa innalzando una costruzione che precedette la grande fabbrica.
12. ↑  Zanino Miniscalchi in un testamento del 27 aprile 1424 ordinò di essere sepolto «in uno monumento sito in claustro ecclesie Sancte Anastazie». In Cipolla, p. 85.
13. ↑  Anno 1420. Conservato nell'archivio di Santa Anastasia, fol. 147.
14. ↑  Vi si legge: «DEIPARAE VIRGINI SACELLY || PRIORV ELEEMOSINIS || ERECTV SANCT. ROSARII || CONFRATERNITAS DICAVIT || ANN. DNI CIƆ IƆ XCVI». In Cipolla, p. 82.
15. ↑  Sull'iscrizione si legge: «DEO MAGNO PROPITIO || SACRARIVM HOC A SOLO AEDIFICATVM || ARAM DIVO VINCENTIO ORATORI SVO || SEPVLCHRA IVSTORVUM OSSIBVS CINE || RIBVSQVE NOBILIS OPTIMI AC APPRIME || FORTVNATI CIVIS PROVALI IVSTI SENI || ORIS LIBERI NEPOTESQVE BONORVM GRATI || SUCCESSORES AERE PROPRIO CONSECRA || RVNT ANNO AD HVMANATIONE CHRISTI || M. CCCC LIII». In Cipolla, p. 64
16. ↑  In cui ordinò di essere sepolto «in monumento illorum de Iustis in cappela nova sancti Vencentii illorum de Iustis, sive in sacristia nova ecclesie sancte Anastasie Verone». In Cipolla, p. 66.

### Bibliografiche
1. 1 2 3 4   Chiesa di San Pietro da Verona in Sant'Anastasia <Verona>, su Le chiese delle diocesi italiane, Conferenza Episcopale Italiana. URL consultato il 12 maggio 2020.
2. ↑  BeWeB.
3. ↑  Borelli, 1980, p. 24.
4. 1 2 3  Borelli, 1980, p. 376.
5. 1 2  Viviani, 2004, pp. 70, 74.
6. ↑   Parrocchia di San Pietro da Verona in Santa Anastasia, su parrocchiemap.it. URL consultato il 22 luglio 2020 (archiviato il 22 luglio 2020).
7. 1 2 3  Viviani, 2004, p. 70.
8. ↑  Viviani, 2004, pp. 72, 74.
9. ↑  Cappelletti, 1970, p. 9.
10. 1 2  Marchini, 1982, Le origini.
11. ↑  Cipolla, pp. 2-3.
12. ↑  Viviani, 2004, pp. 70-72.
13. ↑  Cipolla, p. 4.
14. 1 2 3  Marchini, 1982, L'arrivo dei Domenicani a Verona.
15. 1 2 3  Viviani, 2004, p. 72.
16. ↑  Cipolla, p. 5.
17. 1 2 3  Cipolla, p. 6.
18. 1 2 3 4 5  Marchini, 1982, L'età scaligera.
19. ↑  Marini e Campanella, 2011, p. 17.
20. ↑  Borelli, 1980, p. 398.
21. ↑  Cipolla, p. 7.
22. ↑  Cipolla, p. 8.
23. ↑  Cipolla, p. 9.
24. ↑  Castagnetti e Varanini, 1991, p. 581.
25. ↑  Cipolla, p. 10.
26. 1 2 3  Marchini, 1982, L'età Veneziana.
27. ↑  Cipolla, p. 33.
28. ↑  Marini e Campanella, 2011, p. XI.
29. ↑  Viviani, 2004, p. 76.
30. ↑  Scapini, 1954, p. 41.
31. 1 2 3 4 5 6 7 8 9 10 11 12 13 14 15 16 17 18 19 20 21 22 23 24 25 26 27 28 29 30 31  Marchini, 1982, La chiesa di Santa Anastasia oggi.
32. 1 2  Cipolla, p. 24.
33. 1 2 3  Cipolla, p. 25.
34. ↑  Cappelletti, 1970, p. 12.
35. ↑  Cappelletti, 1970, p. 11.
36. 1 2  Cipolla, p. 26.
37. ↑  Viviani, 2004, pp. 77-78.
38. 1 2  Viviani, 2004, p. 78.
39. ↑  Cappelletti, 1970, pp. 10-11.
40. 1 2  Cipolla, p. 32.
41. ↑  Cappelletti, 1970, p. 14.
42. ↑  Carregari, Carrara, et al., 1976, p. 12.
43. ↑  Carregari, Carrara, et al., 1976, p. 13.
44. ↑  Carregari, Carrara, et al., 1976, p. 4.
45. ↑  Viviani, 2004, pp. 76-77.
46. ↑  Viviani, 2004, pp. 78-79.
47. ↑  Marini e Campanella, 2011, p. 77.
48. ↑  Cappelletti, 1970, pp. 18-19.
49. ↑  Cappelletti, 1970, p. 39.
50. 1 2 3 4 5 6 7  Benini, 1988, p. 76.
51. ↑  Girardi, 1968, pp. 23-25.
52. ↑  Simeoni, 1929, p. 58.
53. 1 2 3  Cipolla, p. 51.
54. ↑  Cappelletti, 1970, pp. 27-28.
55. 1 2 3 4 5  Benini, 1988, p. 74.
56. ↑  Cappelletti, 1970, p. 27.
57. 1 2  Cipolla, pp. 52-53.
58. 1 2  Cipolla, p. 53.
59. 1 2  Cipolla, p. 41.
60. ↑  Cappelletti, 1970, p. 29.
61. ↑  Cappelletti, 1970, p. 31.
62. 1 2 3  Benini, 1988, pp. 74-76.
63. ↑  Cipolla, p. 35.
64. ↑  Cipolla, pp. 34-35.
65. ↑  Conforti, 1998, pp. 217-218.
66. ↑  Giardini, 1999, p. 42.
67. ↑   Tiziana Franco, Michele Giambono e il monumento a Cortesia da Serego, Padova, Il Poligrafo, 1998,  p. 35.
68. ↑  Marini e Campanella, 2011, pp. 148-149.
69. ↑  Conforti, 1998, p. 217.
70. ↑  Cappelletti, 1970, pp. 30-31.
71. ↑  Cipolla, p. 56.
72. ↑  Marini e Campanella, 2011, p. 151.
73. ↑  Marini e Campanella, 2011, p. 152.
74. 1 2  Cipolla, p. 57.
75. ↑  Marini e Campanella, 2011, p. 153.
76. ↑  Marini e Campanella, 2011, pp. 151-152.
77. ↑  Marini e Campanella, 2011, p. 155.
78. ↑  Cappelletti, 1970, p. 33.
79. ↑  Cipolla, p. 58.
80. ↑  Cappelletti, 1970, p. 34.
81. ↑  Cipolla, p. 61.
82. ↑  Cipolla, pp. 58-59.
83. 1 2 3 4  Benini, 1988, p. 73.
84. ↑  Cappelletti, 1970, p. 20.
85. 1 2  Marini e Campanella, 2011, p. 101.
86. ↑  Marini e Campanella, 2011, pp. 101-105.
87. ↑   Centro Internazionale di Studi di Architettura Andrea Palladio, Monumento a Giano Fregoso nella chiesa di Santa Anastasia dei Domenicani, su palladiomuseum.org. URL consultato l'11 febbraio 2020 (archiviato il 10 luglio 2020).
88. ↑  Cipolla, p. 77.
89. ↑  Cipolla, pp. 77-78.
90. ↑  Cipolla, p. 78.
91. ↑  Cappelletti, 1970, p. 19.
92. ↑  Marini e Campanella, 2011, p. 105.
93. 1 2  Marini e Campanella, 2011, p. 106.
94. 1 2 3  Cipolla, p. 75.
95. 1 2  Cipolla, p. 76.
96. ↑  Cappelletti, 1970, p. 21.
97. 1 2  Eberhardt, 1974, p. 106.
98. ↑  Marini e Campanella, 2011, pp. 109-110.
99. ↑  Marini e Campanella, 2011, p. 110.
100. ↑  Cuppini, 1970, pp. 105-107.
101. ↑  Marini e Campanella, 2011, p. 109.
102. 1 2  Cipolla, p. 73.
103. ↑  Cappelletti, 1970, pp. 22-23.
104. ↑  Cappelletti, 1970, p. 23.
105. ↑  Marini e Campanella, 2011, p. 113.
106. ↑  Marini e Campanella, 2011, p. 114.
107. ↑  Marini e Campanella, 2011, p. 117.
108. 1 2  Cipolla, p. 72.
109. ↑  Marini e Campanella, 2011, pp. 117-118.
110. 1 2  Marini e Campanella, 2011, p. 118.
111. ↑  Cipolla, p. 68.
112. ↑  Cipolla, p. 69.
113. ↑   SOLARI, Filippo, in Dizionario biografico degli italiani, Roma, Istituto dell'Enciclopedia Italiana.
114. ↑  Cipolla, p. 70.
115. ↑   PERINI, Ludovico, in Dizionario biografico degli italiani, Roma, Istituto dell'Enciclopedia Italiana.
116. 1 2 3 4  Benini, 1988, p. 77.
117. ↑  Cipolla, p. 55.
118. ↑  Marini e Campanella, 2011, p. 127.
119. ↑  Marini e Campanella, 2011, p. 128.
120. ↑  Cipolla, p. 90.
121. ↑  Marini e Campanella, 2011, p. 187.
122. ↑  Cappelletti, 1970, p. 42.
123. 1 2  Cipolla, p. 88.
124. ↑  Cipolla, p. 89.
125. ↑  Cipolla, p. 87.
126. ↑  Marini e Campanella, 2011, p. 179.
127. ↑  Cipolla, p. 86.
128. 1 2 3  Benini, 1988, pp. 76-77.
129. ↑  Marini e Campanella, 2011, p. 176.
130. 1 2  Cipolla, p. 85.
131. ↑  Marini e Campanella, 2011, p. 175.
132. ↑  Cipolla, p. 80.
133. ↑  Cappelletti, 1970, p. 37.
134. ↑  Marini e Campanella, 2011, p. 163.
135. 1 2  Marini e Campanella, 2011, p. 164.
136. ↑  Marini e Campanella, 2011, p. 168.
137. 1 2 3 4 5   Cristina Guarnieri, Lorenzo Veneziano, Cinisello Balsamo, Silvana editoriale, 2006,  pp. 183-185, SBN VEA0699696.
138. ↑   Chiara Scardellato, Cenni sulla tecnica dell'affresco nel Miracolo di Sant'Egidio della chiesa di Santa Caterina a Treviso e questioni di restauro sulla Madonna dell'Umiltà di Lorenzo Veneziano in Sant'Anastasia a Verona, in Anna Maria Spiazzi e Fabrizio Magani (a cura di), Dipinti e sculture del Trecento e Quattrocento restaurati in Veneto, Treviso, Canova, 2005,  pp. 45-52, SBN VIA0124937.
139. 1 2  Marini e Campanella, 2011, pp. 168-169.
140. ↑  Cipolla, p. 82.
141. ↑  Cappelletti, 1970, p. 38.
142. ↑  Cipolla, p. 64.
143. ↑  Cipolla, pp. 64-65.
144. ↑  Marini e Campanella, 2011, p. 159.
145. ↑  Carlo Ridolfi, Le Maraviglie dell'arte, Verona, 1648, II, p. 120.
146. ↑  Cappelletti, 1970, p. 36.
147. ↑  Cipolla, p. 67.